# Чешская школа
Че́шская шко́ла в шахматной композиции — направление, одним из основных правил которого считается красота: изящество построения, оживлённая игра на протяжении всего решения, неожиданно возникающие правильные маты (паты). Кроме того, на доске не должно быть лишних фигур, все фигуры (особенно белые) должны быть задействованы. Качество задачи оценивается не сложностью авторского замысла и не чёткостью цели ходов, а эмоциональным воздействием задачи на решателя — принцип, заимствованный у импрессионистов.
Основой произведений чешской школы является правильный мат, которым заканчиваются несколько вариантов (как правило, 3).

## История
Датой основания школы считается 1869 год, когда чешский журнал «Светозор» опубликовал большую теоретическую работу «Краткий трактат о шахматной задаче» чешского художника Антонина Кёнига. В этой статье Кёниг описал подход к задаче: «это не ребус, не загадка, не объект для тренировки пытливого ума, а произведение искусства, которое должно удовлетворять определённым художественным принципам». Впервые было высказано положение, легшее в основу школы — интерес представляют не только идеи, относящиеся к процессу игры, но и идея конечного положения, красивого правильного мата.
В 1887 году опубликован первый сборник задач чешских авторов, состоящий из 320 композиций. Составитель, Й. Поспишил, в предисловии к сборнику изложил общие принципы современной ему шахматной композиции, в том числе дал подробную характеристику идей чешской школы. С точки зрения Поспишила шахматную задачу необходимо рассматривать с трёх различных сторон: как продукт шахматного творчества, как произведение искусства и как объект решения.
Следующий этап развития чешской школы, известный как эра Хавеля (1-я половина XX века), отмечен публикациями проблемистов, обладавших высокой техникой составления задач — М. Хавеля, 3. Маха, Л. Кнотека, Ч. Кайнера, Й. Моравеца и других.
Задачи чешской школы широко публиковались в печати, проводились регулярные конкурсы, чешские композиторы в участвовали в международных конкурсах. Было выпущено более 60 сборников задач. Все это способствовало развитию и укреплению позиций чешской школы.

## Стили
В чешской школе выделяют несколько стилей:
- Ортодоксальный (классический). Некоторые композиторы (К. Тракслер, Я. Котрч, Й. Дрнек, Я. Вашта, Я. Венда) считали ограничение на присутствие малоподвижных белых пешек слишком жестким требованием и оставляли на доске неэкономичные пешки, не считая их недостатком.
- «Художественный». Стиль подразумевает наличие в задаче трёх вариантов, которые оканчиваются правильными матами (не обязательно разными) при игре, содержащей идеи логического или стратегического характера. Это движение возглавлял Э. Палькоска, который описал его в книге «Идея и экономия в шахматной задаче». Последователи: О. Вотруба, Э. Плеснивый, В. Милтнер, В. Пахман и другие.

## Сторонники школы
Кроме упомянутых проблемистов, сторонниками чешской школы в других странах являются И. Шель (Норвегия), А. Акерблом и Й. Фридлизиус (оба — Швеция), Ф. Рдух (Румыния) и другие.
Российские и советские проблемисты — А. Галицкий, Л. Куббель, М. Тронов, С. Левман, А. Немцов, С. Крючков, Г. Лободинский, Л. Лошинский, В. Брон, А. Гуляев, 3. Бирнов, Р. Кофман, Е. Фомичёв.
Идеи чешской школы (преимущественно в части представления игр в эхо-вариантах) проникли и в область этюда. Известные этюдисты: Й. Фритз, Л. Прокеш, Пахман, Хавель, Моравец, О. Дурас.

## Примеры
|   | a | b | c | d | e | f | g | h |   |
| - | --- | --- | --- | --- | --- | --- | --- | --- | - |
| 8 | g7 чёрная пешка · h7 чёрный слон · c6 белая ладья · a5 белый король · a4 чёрная пешка · b3 чёрная пешка · c3 чёрный конь · d3 чёрный король · f3 белый конь · a2 чёрная ладья · c2 чёрный конь · f2 белый ферзь · d1 белый конь | g7 чёрная пешка · h7 чёрный слон · c6 белая ладья · a5 белый король · a4 чёрная пешка · b3 чёрная пешка · c3 чёрный конь · d3 чёрный король · f3 белый конь · a2 чёрная ладья · c2 чёрный конь · f2 белый ферзь · d1 белый конь | g7 чёрная пешка · h7 чёрный слон · c6 белая ладья · a5 белый король · a4 чёрная пешка · b3 чёрная пешка · c3 чёрный конь · d3 чёрный король · f3 белый конь · a2 чёрная ладья · c2 чёрный конь · f2 белый ферзь · d1 белый конь | g7 чёрная пешка · h7 чёрный слон · c6 белая ладья · a5 белый король · a4 чёрная пешка · b3 чёрная пешка · c3 чёрный конь · d3 чёрный король · f3 белый конь · a2 чёрная ладья · c2 чёрный конь · f2 белый ферзь · d1 белый конь | g7 чёрная пешка · h7 чёрный слон · c6 белая ладья · a5 белый король · a4 чёрная пешка · b3 чёрная пешка · c3 чёрный конь · d3 чёрный король · f3 белый конь · a2 чёрная ладья · c2 чёрный конь · f2 белый ферзь · d1 белый конь | g7 чёрная пешка · h7 чёрный слон · c6 белая ладья · a5 белый король · a4 чёрная пешка · b3 чёрная пешка · c3 чёрный конь · d3 чёрный король · f3 белый конь · a2 чёрная ладья · c2 чёрный конь · f2 белый ферзь · d1 белый конь | g7 чёрная пешка · h7 чёрный слон · c6 белая ладья · a5 белый король · a4 чёрная пешка · b3 чёрная пешка · c3 чёрный конь · d3 чёрный король · f3 белый конь · a2 чёрная ладья · c2 чёрный конь · f2 белый ферзь · d1 белый конь | g7 чёрная пешка · h7 чёрный слон · c6 белая ладья · a5 белый король · a4 чёрная пешка · b3 чёрная пешка · c3 чёрный конь · d3 чёрный король · f3 белый конь · a2 чёрная ладья · c2 чёрный конь · f2 белый ферзь · d1 белый конь | 8 |
| 7 | g7 чёрная пешка · h7 чёрный слон · c6 белая ладья · a5 белый король · a4 чёрная пешка · b3 чёрная пешка · c3 чёрный конь · d3 чёрный король · f3 белый конь · a2 чёрная ладья · c2 чёрный конь · f2 белый ферзь · d1 белый конь | g7 чёрная пешка · h7 чёрный слон · c6 белая ладья · a5 белый король · a4 чёрная пешка · b3 чёрная пешка · c3 чёрный конь · d3 чёрный король · f3 белый конь · a2 чёрная ладья · c2 чёрный конь · f2 белый ферзь · d1 белый конь | g7 чёрная пешка · h7 чёрный слон · c6 белая ладья · a5 белый король · a4 чёрная пешка · b3 чёрная пешка · c3 чёрный конь · d3 чёрный король · f3 белый конь · a2 чёрная ладья · c2 чёрный конь · f2 белый ферзь · d1 белый конь | g7 чёрная пешка · h7 чёрный слон · c6 белая ладья · a5 белый король · a4 чёрная пешка · b3 чёрная пешка · c3 чёрный конь · d3 чёрный король · f3 белый конь · a2 чёрная ладья · c2 чёрный конь · f2 белый ферзь · d1 белый конь | g7 чёрная пешка · h7 чёрный слон · c6 белая ладья · a5 белый король · a4 чёрная пешка · b3 чёрная пешка · c3 чёрный конь · d3 чёрный король · f3 белый конь · a2 чёрная ладья · c2 чёрный конь · f2 белый ферзь · d1 белый конь | g7 чёрная пешка · h7 чёрный слон · c6 белая ладья · a5 белый король · a4 чёрная пешка · b3 чёрная пешка · c3 чёрный конь · d3 чёрный король · f3 белый конь · a2 чёрная ладья · c2 чёрный конь · f2 белый ферзь · d1 белый конь | g7 чёрная пешка · h7 чёрный слон · c6 белая ладья · a5 белый король · a4 чёрная пешка · b3 чёрная пешка · c3 чёрный конь · d3 чёрный король · f3 белый конь · a2 чёрная ладья · c2 чёрный конь · f2 белый ферзь · d1 белый конь | g7 чёрная пешка · h7 чёрный слон · c6 белая ладья · a5 белый король · a4 чёрная пешка · b3 чёрная пешка · c3 чёрный конь · d3 чёрный король · f3 белый конь · a2 чёрная ладья · c2 чёрный конь · f2 белый ферзь · d1 белый конь | 7 |
| 6 | g7 чёрная пешка · h7 чёрный слон · c6 белая ладья · a5 белый король · a4 чёрная пешка · b3 чёрная пешка · c3 чёрный конь · d3 чёрный король · f3 белый конь · a2 чёрная ладья · c2 чёрный конь · f2 белый ферзь · d1 белый конь | g7 чёрная пешка · h7 чёрный слон · c6 белая ладья · a5 белый король · a4 чёрная пешка · b3 чёрная пешка · c3 чёрный конь · d3 чёрный король · f3 белый конь · a2 чёрная ладья · c2 чёрный конь · f2 белый ферзь · d1 белый конь | g7 чёрная пешка · h7 чёрный слон · c6 белая ладья · a5 белый король · a4 чёрная пешка · b3 чёрная пешка · c3 чёрный конь · d3 чёрный король · f3 белый конь · a2 чёрная ладья · c2 чёрный конь · f2 белый ферзь · d1 белый конь | g7 чёрная пешка · h7 чёрный слон · c6 белая ладья · a5 белый король · a4 чёрная пешка · b3 чёрная пешка · c3 чёрный конь · d3 чёрный король · f3 белый конь · a2 чёрная ладья · c2 чёрный конь · f2 белый ферзь · d1 белый конь | g7 чёрная пешка · h7 чёрный слон · c6 белая ладья · a5 белый король · a4 чёрная пешка · b3 чёрная пешка · c3 чёрный конь · d3 чёрный король · f3 белый конь · a2 чёрная ладья · c2 чёрный конь · f2 белый ферзь · d1 белый конь | g7 чёрная пешка · h7 чёрный слон · c6 белая ладья · a5 белый король · a4 чёрная пешка · b3 чёрная пешка · c3 чёрный конь · d3 чёрный король · f3 белый конь · a2 чёрная ладья · c2 чёрный конь · f2 белый ферзь · d1 белый конь | g7 чёрная пешка · h7 чёрный слон · c6 белая ладья · a5 белый король · a4 чёрная пешка · b3 чёрная пешка · c3 чёрный конь · d3 чёрный король · f3 белый конь · a2 чёрная ладья · c2 чёрный конь · f2 белый ферзь · d1 белый конь | g7 чёрная пешка · h7 чёрный слон · c6 белая ладья · a5 белый король · a4 чёрная пешка · b3 чёрная пешка · c3 чёрный конь · d3 чёрный король · f3 белый конь · a2 чёрная ладья · c2 чёрный конь · f2 белый ферзь · d1 белый конь | 6 |
| 5 | g7 чёрная пешка · h7 чёрный слон · c6 белая ладья · a5 белый король · a4 чёрная пешка · b3 чёрная пешка · c3 чёрный конь · d3 чёрный король · f3 белый конь · a2 чёрная ладья · c2 чёрный конь · f2 белый ферзь · d1 белый конь | g7 чёрная пешка · h7 чёрный слон · c6 белая ладья · a5 белый король · a4 чёрная пешка · b3 чёрная пешка · c3 чёрный конь · d3 чёрный король · f3 белый конь · a2 чёрная ладья · c2 чёрный конь · f2 белый ферзь · d1 белый конь | g7 чёрная пешка · h7 чёрный слон · c6 белая ладья · a5 белый король · a4 чёрная пешка · b3 чёрная пешка · c3 чёрный конь · d3 чёрный король · f3 белый конь · a2 чёрная ладья · c2 чёрный конь · f2 белый ферзь · d1 белый конь | g7 чёрная пешка · h7 чёрный слон · c6 белая ладья · a5 белый король · a4 чёрная пешка · b3 чёрная пешка · c3 чёрный конь · d3 чёрный король · f3 белый конь · a2 чёрная ладья · c2 чёрный конь · f2 белый ферзь · d1 белый конь | g7 чёрная пешка · h7 чёрный слон · c6 белая ладья · a5 белый король · a4 чёрная пешка · b3 чёрная пешка · c3 чёрный конь · d3 чёрный король · f3 белый конь · a2 чёрная ладья · c2 чёрный конь · f2 белый ферзь · d1 белый конь | g7 чёрная пешка · h7 чёрный слон · c6 белая ладья · a5 белый король · a4 чёрная пешка · b3 чёрная пешка · c3 чёрный конь · d3 чёрный король · f3 белый конь · a2 чёрная ладья · c2 чёрный конь · f2 белый ферзь · d1 белый конь | g7 чёрная пешка · h7 чёрный слон · c6 белая ладья · a5 белый король · a4 чёрная пешка · b3 чёрная пешка · c3 чёрный конь · d3 чёрный король · f3 белый конь · a2 чёрная ладья · c2 чёрный конь · f2 белый ферзь · d1 белый конь | g7 чёрная пешка · h7 чёрный слон · c6 белая ладья · a5 белый король · a4 чёрная пешка · b3 чёрная пешка · c3 чёрный конь · d3 чёрный король · f3 белый конь · a2 чёрная ладья · c2 чёрный конь · f2 белый ферзь · d1 белый конь | 5 |
| 4 | g7 чёрная пешка · h7 чёрный слон · c6 белая ладья · a5 белый король · a4 чёрная пешка · b3 чёрная пешка · c3 чёрный конь · d3 чёрный король · f3 белый конь · a2 чёрная ладья · c2 чёрный конь · f2 белый ферзь · d1 белый конь | g7 чёрная пешка · h7 чёрный слон · c6 белая ладья · a5 белый король · a4 чёрная пешка · b3 чёрная пешка · c3 чёрный конь · d3 чёрный король · f3 белый конь · a2 чёрная ладья · c2 чёрный конь · f2 белый ферзь · d1 белый конь | g7 чёрная пешка · h7 чёрный слон · c6 белая ладья · a5 белый король · a4 чёрная пешка · b3 чёрная пешка · c3 чёрный конь · d3 чёрный король · f3 белый конь · a2 чёрная ладья · c2 чёрный конь · f2 белый ферзь · d1 белый конь | g7 чёрная пешка · h7 чёрный слон · c6 белая ладья · a5 белый король · a4 чёрная пешка · b3 чёрная пешка · c3 чёрный конь · d3 чёрный король · f3 белый конь · a2 чёрная ладья · c2 чёрный конь · f2 белый ферзь · d1 белый конь | g7 чёрная пешка · h7 чёрный слон · c6 белая ладья · a5 белый король · a4 чёрная пешка · b3 чёрная пешка · c3 чёрный конь · d3 чёрный король · f3 белый конь · a2 чёрная ладья · c2 чёрный конь · f2 белый ферзь · d1 белый конь | g7 чёрная пешка · h7 чёрный слон · c6 белая ладья · a5 белый король · a4 чёрная пешка · b3 чёрная пешка · c3 чёрный конь · d3 чёрный король · f3 белый конь · a2 чёрная ладья · c2 чёрный конь · f2 белый ферзь · d1 белый конь | g7 чёрная пешка · h7 чёрный слон · c6 белая ладья · a5 белый король · a4 чёрная пешка · b3 чёрная пешка · c3 чёрный конь · d3 чёрный король · f3 белый конь · a2 чёрная ладья · c2 чёрный конь · f2 белый ферзь · d1 белый конь | g7 чёрная пешка · h7 чёрный слон · c6 белая ладья · a5 белый король · a4 чёрная пешка · b3 чёрная пешка · c3 чёрный конь · d3 чёрный король · f3 белый конь · a2 чёрная ладья · c2 чёрный конь · f2 белый ферзь · d1 белый конь | 4 |
| 3 | g7 чёрная пешка · h7 чёрный слон · c6 белая ладья · a5 белый король · a4 чёрная пешка · b3 чёрная пешка · c3 чёрный конь · d3 чёрный король · f3 белый конь · a2 чёрная ладья · c2 чёрный конь · f2 белый ферзь · d1 белый конь | g7 чёрная пешка · h7 чёрный слон · c6 белая ладья · a5 белый король · a4 чёрная пешка · b3 чёрная пешка · c3 чёрный конь · d3 чёрный король · f3 белый конь · a2 чёрная ладья · c2 чёрный конь · f2 белый ферзь · d1 белый конь | g7 чёрная пешка · h7 чёрный слон · c6 белая ладья · a5 белый король · a4 чёрная пешка · b3 чёрная пешка · c3 чёрный конь · d3 чёрный король · f3 белый конь · a2 чёрная ладья · c2 чёрный конь · f2 белый ферзь · d1 белый конь | g7 чёрная пешка · h7 чёрный слон · c6 белая ладья · a5 белый король · a4 чёрная пешка · b3 чёрная пешка · c3 чёрный конь · d3 чёрный король · f3 белый конь · a2 чёрная ладья · c2 чёрный конь · f2 белый ферзь · d1 белый конь | g7 чёрная пешка · h7 чёрный слон · c6 белая ладья · a5 белый король · a4 чёрная пешка · b3 чёрная пешка · c3 чёрный конь · d3 чёрный король · f3 белый конь · a2 чёрная ладья · c2 чёрный конь · f2 белый ферзь · d1 белый конь | g7 чёрная пешка · h7 чёрный слон · c6 белая ладья · a5 белый король · a4 чёрная пешка · b3 чёрная пешка · c3 чёрный конь · d3 чёрный король · f3 белый конь · a2 чёрная ладья · c2 чёрный конь · f2 белый ферзь · d1 белый конь | g7 чёрная пешка · h7 чёрный слон · c6 белая ладья · a5 белый король · a4 чёрная пешка · b3 чёрная пешка · c3 чёрный конь · d3 чёрный король · f3 белый конь · a2 чёрная ладья · c2 чёрный конь · f2 белый ферзь · d1 белый конь | g7 чёрная пешка · h7 чёрный слон · c6 белая ладья · a5 белый король · a4 чёрная пешка · b3 чёрная пешка · c3 чёрный конь · d3 чёрный король · f3 белый конь · a2 чёрная ладья · c2 чёрный конь · f2 белый ферзь · d1 белый конь | 3 |
| 2 | g7 чёрная пешка · h7 чёрный слон · c6 белая ладья · a5 белый король · a4 чёрная пешка · b3 чёрная пешка · c3 чёрный конь · d3 чёрный король · f3 белый конь · a2 чёрная ладья · c2 чёрный конь · f2 белый ферзь · d1 белый конь | g7 чёрная пешка · h7 чёрный слон · c6 белая ладья · a5 белый король · a4 чёрная пешка · b3 чёрная пешка · c3 чёрный конь · d3 чёрный король · f3 белый конь · a2 чёрная ладья · c2 чёрный конь · f2 белый ферзь · d1 белый конь | g7 чёрная пешка · h7 чёрный слон · c6 белая ладья · a5 белый король · a4 чёрная пешка · b3 чёрная пешка · c3 чёрный конь · d3 чёрный король · f3 белый конь · a2 чёрная ладья · c2 чёрный конь · f2 белый ферзь · d1 белый конь | g7 чёрная пешка · h7 чёрный слон · c6 белая ладья · a5 белый король · a4 чёрная пешка · b3 чёрная пешка · c3 чёрный конь · d3 чёрный король · f3 белый конь · a2 чёрная ладья · c2 чёрный конь · f2 белый ферзь · d1 белый конь | g7 чёрная пешка · h7 чёрный слон · c6 белая ладья · a5 белый король · a4 чёрная пешка · b3 чёрная пешка · c3 чёрный конь · d3 чёрный король · f3 белый конь · a2 чёрная ладья · c2 чёрный конь · f2 белый ферзь · d1 белый конь | g7 чёрная пешка · h7 чёрный слон · c6 белая ладья · a5 белый король · a4 чёрная пешка · b3 чёрная пешка · c3 чёрный конь · d3 чёрный король · f3 белый конь · a2 чёрная ладья · c2 чёрный конь · f2 белый ферзь · d1 белый конь | g7 чёрная пешка · h7 чёрный слон · c6 белая ладья · a5 белый король · a4 чёрная пешка · b3 чёрная пешка · c3 чёрный конь · d3 чёрный король · f3 белый конь · a2 чёрная ладья · c2 чёрный конь · f2 белый ферзь · d1 белый конь | g7 чёрная пешка · h7 чёрный слон · c6 белая ладья · a5 белый король · a4 чёрная пешка · b3 чёрная пешка · c3 чёрный конь · d3 чёрный король · f3 белый конь · a2 чёрная ладья · c2 чёрный конь · f2 белый ферзь · d1 белый конь | 2 |
| 1 | g7 чёрная пешка · h7 чёрный слон · c6 белая ладья · a5 белый король · a4 чёрная пешка · b3 чёрная пешка · c3 чёрный конь · d3 чёрный король · f3 белый конь · a2 чёрная ладья · c2 чёрный конь · f2 белый ферзь · d1 белый конь | g7 чёрная пешка · h7 чёрный слон · c6 белая ладья · a5 белый король · a4 чёрная пешка · b3 чёрная пешка · c3 чёрный конь · d3 чёрный король · f3 белый конь · a2 чёрная ладья · c2 чёрный конь · f2 белый ферзь · d1 белый конь | g7 чёрная пешка · h7 чёрный слон · c6 белая ладья · a5 белый король · a4 чёрная пешка · b3 чёрная пешка · c3 чёрный конь · d3 чёрный король · f3 белый конь · a2 чёрная ладья · c2 чёрный конь · f2 белый ферзь · d1 белый конь | g7 чёрная пешка · h7 чёрный слон · c6 белая ладья · a5 белый король · a4 чёрная пешка · b3 чёрная пешка · c3 чёрный конь · d3 чёрный король · f3 белый конь · a2 чёрная ладья · c2 чёрный конь · f2 белый ферзь · d1 белый конь | g7 чёрная пешка · h7 чёрный слон · c6 белая ладья · a5 белый король · a4 чёрная пешка · b3 чёрная пешка · c3 чёрный конь · d3 чёрный король · f3 белый конь · a2 чёрная ладья · c2 чёрный конь · f2 белый ферзь · d1 белый конь | g7 чёрная пешка · h7 чёрный слон · c6 белая ладья · a5 белый король · a4 чёрная пешка · b3 чёрная пешка · c3 чёрный конь · d3 чёрный король · f3 белый конь · a2 чёрная ладья · c2 чёрный конь · f2 белый ферзь · d1 белый конь | g7 чёрная пешка · h7 чёрный слон · c6 белая ладья · a5 белый король · a4 чёрная пешка · b3 чёрная пешка · c3 чёрный конь · d3 чёрный король · f3 белый конь · a2 чёрная ладья · c2 чёрный конь · f2 белый ферзь · d1 белый конь | g7 чёрная пешка · h7 чёрный слон · c6 белая ладья · a5 белый король · a4 чёрная пешка · b3 чёрная пешка · c3 чёрный конь · d3 чёрный король · f3 белый конь · a2 чёрная ладья · c2 чёрный конь · f2 белый ферзь · d1 белый конь | 1 |
|   | a | b | c | d | e | f | g | h |   |

1.Лс5! (∼ 2.Фd2+)
- 1. … Кb1 2.Ке1+ Кре4 3.Фh4#,
- 1. … Ке2 2.Фе3+ К:е3 3.Kf2#,
- 1. … Kd5 2.Лс4 Кр:с4 3.Ке5# — три неожиданно возникающих правильных мата. Типичная задача чешского ортодоксального стиля.

|   | a | b | c | d | e | f | g | h |   |
| - | --- | --- | --- | --- | --- | --- | --- | --- | - |
| 8 | f8 белый конь · c7 чёрная пешка · h6 чёрный слон · b5 белая пешка · d5 белый конь · e5 чёрный конь · d4 чёрный король · a3 белая пешка · c2 белый ферзь · e2 белая пешка · f1 белая ладья · h1 белый король | f8 белый конь · c7 чёрная пешка · h6 чёрный слон · b5 белая пешка · d5 белый конь · e5 чёрный конь · d4 чёрный король · a3 белая пешка · c2 белый ферзь · e2 белая пешка · f1 белая ладья · h1 белый король | f8 белый конь · c7 чёрная пешка · h6 чёрный слон · b5 белая пешка · d5 белый конь · e5 чёрный конь · d4 чёрный король · a3 белая пешка · c2 белый ферзь · e2 белая пешка · f1 белая ладья · h1 белый король | f8 белый конь · c7 чёрная пешка · h6 чёрный слон · b5 белая пешка · d5 белый конь · e5 чёрный конь · d4 чёрный король · a3 белая пешка · c2 белый ферзь · e2 белая пешка · f1 белая ладья · h1 белый король | f8 белый конь · c7 чёрная пешка · h6 чёрный слон · b5 белая пешка · d5 белый конь · e5 чёрный конь · d4 чёрный король · a3 белая пешка · c2 белый ферзь · e2 белая пешка · f1 белая ладья · h1 белый король | f8 белый конь · c7 чёрная пешка · h6 чёрный слон · b5 белая пешка · d5 белый конь · e5 чёрный конь · d4 чёрный король · a3 белая пешка · c2 белый ферзь · e2 белая пешка · f1 белая ладья · h1 белый король | f8 белый конь · c7 чёрная пешка · h6 чёрный слон · b5 белая пешка · d5 белый конь · e5 чёрный конь · d4 чёрный король · a3 белая пешка · c2 белый ферзь · e2 белая пешка · f1 белая ладья · h1 белый король | f8 белый конь · c7 чёрная пешка · h6 чёрный слон · b5 белая пешка · d5 белый конь · e5 чёрный конь · d4 чёрный король · a3 белая пешка · c2 белый ферзь · e2 белая пешка · f1 белая ладья · h1 белый король | 8 |
| 7 | f8 белый конь · c7 чёрная пешка · h6 чёрный слон · b5 белая пешка · d5 белый конь · e5 чёрный конь · d4 чёрный король · a3 белая пешка · c2 белый ферзь · e2 белая пешка · f1 белая ладья · h1 белый король | f8 белый конь · c7 чёрная пешка · h6 чёрный слон · b5 белая пешка · d5 белый конь · e5 чёрный конь · d4 чёрный король · a3 белая пешка · c2 белый ферзь · e2 белая пешка · f1 белая ладья · h1 белый король | f8 белый конь · c7 чёрная пешка · h6 чёрный слон · b5 белая пешка · d5 белый конь · e5 чёрный конь · d4 чёрный король · a3 белая пешка · c2 белый ферзь · e2 белая пешка · f1 белая ладья · h1 белый король | f8 белый конь · c7 чёрная пешка · h6 чёрный слон · b5 белая пешка · d5 белый конь · e5 чёрный конь · d4 чёрный король · a3 белая пешка · c2 белый ферзь · e2 белая пешка · f1 белая ладья · h1 белый король | f8 белый конь · c7 чёрная пешка · h6 чёрный слон · b5 белая пешка · d5 белый конь · e5 чёрный конь · d4 чёрный король · a3 белая пешка · c2 белый ферзь · e2 белая пешка · f1 белая ладья · h1 белый король | f8 белый конь · c7 чёрная пешка · h6 чёрный слон · b5 белая пешка · d5 белый конь · e5 чёрный конь · d4 чёрный король · a3 белая пешка · c2 белый ферзь · e2 белая пешка · f1 белая ладья · h1 белый король | f8 белый конь · c7 чёрная пешка · h6 чёрный слон · b5 белая пешка · d5 белый конь · e5 чёрный конь · d4 чёрный король · a3 белая пешка · c2 белый ферзь · e2 белая пешка · f1 белая ладья · h1 белый король | f8 белый конь · c7 чёрная пешка · h6 чёрный слон · b5 белая пешка · d5 белый конь · e5 чёрный конь · d4 чёрный король · a3 белая пешка · c2 белый ферзь · e2 белая пешка · f1 белая ладья · h1 белый король | 7 |
| 6 | f8 белый конь · c7 чёрная пешка · h6 чёрный слон · b5 белая пешка · d5 белый конь · e5 чёрный конь · d4 чёрный король · a3 белая пешка · c2 белый ферзь · e2 белая пешка · f1 белая ладья · h1 белый король | f8 белый конь · c7 чёрная пешка · h6 чёрный слон · b5 белая пешка · d5 белый конь · e5 чёрный конь · d4 чёрный король · a3 белая пешка · c2 белый ферзь · e2 белая пешка · f1 белая ладья · h1 белый король | f8 белый конь · c7 чёрная пешка · h6 чёрный слон · b5 белая пешка · d5 белый конь · e5 чёрный конь · d4 чёрный король · a3 белая пешка · c2 белый ферзь · e2 белая пешка · f1 белая ладья · h1 белый король | f8 белый конь · c7 чёрная пешка · h6 чёрный слон · b5 белая пешка · d5 белый конь · e5 чёрный конь · d4 чёрный король · a3 белая пешка · c2 белый ферзь · e2 белая пешка · f1 белая ладья · h1 белый король | f8 белый конь · c7 чёрная пешка · h6 чёрный слон · b5 белая пешка · d5 белый конь · e5 чёрный конь · d4 чёрный король · a3 белая пешка · c2 белый ферзь · e2 белая пешка · f1 белая ладья · h1 белый король | f8 белый конь · c7 чёрная пешка · h6 чёрный слон · b5 белая пешка · d5 белый конь · e5 чёрный конь · d4 чёрный король · a3 белая пешка · c2 белый ферзь · e2 белая пешка · f1 белая ладья · h1 белый король | f8 белый конь · c7 чёрная пешка · h6 чёрный слон · b5 белая пешка · d5 белый конь · e5 чёрный конь · d4 чёрный король · a3 белая пешка · c2 белый ферзь · e2 белая пешка · f1 белая ладья · h1 белый король | f8 белый конь · c7 чёрная пешка · h6 чёрный слон · b5 белая пешка · d5 белый конь · e5 чёрный конь · d4 чёрный король · a3 белая пешка · c2 белый ферзь · e2 белая пешка · f1 белая ладья · h1 белый король | 6 |
| 5 | f8 белый конь · c7 чёрная пешка · h6 чёрный слон · b5 белая пешка · d5 белый конь · e5 чёрный конь · d4 чёрный король · a3 белая пешка · c2 белый ферзь · e2 белая пешка · f1 белая ладья · h1 белый король | f8 белый конь · c7 чёрная пешка · h6 чёрный слон · b5 белая пешка · d5 белый конь · e5 чёрный конь · d4 чёрный король · a3 белая пешка · c2 белый ферзь · e2 белая пешка · f1 белая ладья · h1 белый король | f8 белый конь · c7 чёрная пешка · h6 чёрный слон · b5 белая пешка · d5 белый конь · e5 чёрный конь · d4 чёрный король · a3 белая пешка · c2 белый ферзь · e2 белая пешка · f1 белая ладья · h1 белый король | f8 белый конь · c7 чёрная пешка · h6 чёрный слон · b5 белая пешка · d5 белый конь · e5 чёрный конь · d4 чёрный король · a3 белая пешка · c2 белый ферзь · e2 белая пешка · f1 белая ладья · h1 белый король | f8 белый конь · c7 чёрная пешка · h6 чёрный слон · b5 белая пешка · d5 белый конь · e5 чёрный конь · d4 чёрный король · a3 белая пешка · c2 белый ферзь · e2 белая пешка · f1 белая ладья · h1 белый король | f8 белый конь · c7 чёрная пешка · h6 чёрный слон · b5 белая пешка · d5 белый конь · e5 чёрный конь · d4 чёрный король · a3 белая пешка · c2 белый ферзь · e2 белая пешка · f1 белая ладья · h1 белый король | f8 белый конь · c7 чёрная пешка · h6 чёрный слон · b5 белая пешка · d5 белый конь · e5 чёрный конь · d4 чёрный король · a3 белая пешка · c2 белый ферзь · e2 белая пешка · f1 белая ладья · h1 белый король | f8 белый конь · c7 чёрная пешка · h6 чёрный слон · b5 белая пешка · d5 белый конь · e5 чёрный конь · d4 чёрный король · a3 белая пешка · c2 белый ферзь · e2 белая пешка · f1 белая ладья · h1 белый король | 5 |
| 4 | f8 белый конь · c7 чёрная пешка · h6 чёрный слон · b5 белая пешка · d5 белый конь · e5 чёрный конь · d4 чёрный король · a3 белая пешка · c2 белый ферзь · e2 белая пешка · f1 белая ладья · h1 белый король | f8 белый конь · c7 чёрная пешка · h6 чёрный слон · b5 белая пешка · d5 белый конь · e5 чёрный конь · d4 чёрный король · a3 белая пешка · c2 белый ферзь · e2 белая пешка · f1 белая ладья · h1 белый король | f8 белый конь · c7 чёрная пешка · h6 чёрный слон · b5 белая пешка · d5 белый конь · e5 чёрный конь · d4 чёрный король · a3 белая пешка · c2 белый ферзь · e2 белая пешка · f1 белая ладья · h1 белый король | f8 белый конь · c7 чёрная пешка · h6 чёрный слон · b5 белая пешка · d5 белый конь · e5 чёрный конь · d4 чёрный король · a3 белая пешка · c2 белый ферзь · e2 белая пешка · f1 белая ладья · h1 белый король | f8 белый конь · c7 чёрная пешка · h6 чёрный слон · b5 белая пешка · d5 белый конь · e5 чёрный конь · d4 чёрный король · a3 белая пешка · c2 белый ферзь · e2 белая пешка · f1 белая ладья · h1 белый король | f8 белый конь · c7 чёрная пешка · h6 чёрный слон · b5 белая пешка · d5 белый конь · e5 чёрный конь · d4 чёрный король · a3 белая пешка · c2 белый ферзь · e2 белая пешка · f1 белая ладья · h1 белый король | f8 белый конь · c7 чёрная пешка · h6 чёрный слон · b5 белая пешка · d5 белый конь · e5 чёрный конь · d4 чёрный король · a3 белая пешка · c2 белый ферзь · e2 белая пешка · f1 белая ладья · h1 белый король | f8 белый конь · c7 чёрная пешка · h6 чёрный слон · b5 белая пешка · d5 белый конь · e5 чёрный конь · d4 чёрный король · a3 белая пешка · c2 белый ферзь · e2 белая пешка · f1 белая ладья · h1 белый король | 4 |
| 3 | f8 белый конь · c7 чёрная пешка · h6 чёрный слон · b5 белая пешка · d5 белый конь · e5 чёрный конь · d4 чёрный король · a3 белая пешка · c2 белый ферзь · e2 белая пешка · f1 белая ладья · h1 белый король | f8 белый конь · c7 чёрная пешка · h6 чёрный слон · b5 белая пешка · d5 белый конь · e5 чёрный конь · d4 чёрный король · a3 белая пешка · c2 белый ферзь · e2 белая пешка · f1 белая ладья · h1 белый король | f8 белый конь · c7 чёрная пешка · h6 чёрный слон · b5 белая пешка · d5 белый конь · e5 чёрный конь · d4 чёрный король · a3 белая пешка · c2 белый ферзь · e2 белая пешка · f1 белая ладья · h1 белый король | f8 белый конь · c7 чёрная пешка · h6 чёрный слон · b5 белая пешка · d5 белый конь · e5 чёрный конь · d4 чёрный король · a3 белая пешка · c2 белый ферзь · e2 белая пешка · f1 белая ладья · h1 белый король | f8 белый конь · c7 чёрная пешка · h6 чёрный слон · b5 белая пешка · d5 белый конь · e5 чёрный конь · d4 чёрный король · a3 белая пешка · c2 белый ферзь · e2 белая пешка · f1 белая ладья · h1 белый король | f8 белый конь · c7 чёрная пешка · h6 чёрный слон · b5 белая пешка · d5 белый конь · e5 чёрный конь · d4 чёрный король · a3 белая пешка · c2 белый ферзь · e2 белая пешка · f1 белая ладья · h1 белый король | f8 белый конь · c7 чёрная пешка · h6 чёрный слон · b5 белая пешка · d5 белый конь · e5 чёрный конь · d4 чёрный король · a3 белая пешка · c2 белый ферзь · e2 белая пешка · f1 белая ладья · h1 белый король | f8 белый конь · c7 чёрная пешка · h6 чёрный слон · b5 белая пешка · d5 белый конь · e5 чёрный конь · d4 чёрный король · a3 белая пешка · c2 белый ферзь · e2 белая пешка · f1 белая ладья · h1 белый король | 3 |
| 2 | f8 белый конь · c7 чёрная пешка · h6 чёрный слон · b5 белая пешка · d5 белый конь · e5 чёрный конь · d4 чёрный король · a3 белая пешка · c2 белый ферзь · e2 белая пешка · f1 белая ладья · h1 белый король | f8 белый конь · c7 чёрная пешка · h6 чёрный слон · b5 белая пешка · d5 белый конь · e5 чёрный конь · d4 чёрный король · a3 белая пешка · c2 белый ферзь · e2 белая пешка · f1 белая ладья · h1 белый король | f8 белый конь · c7 чёрная пешка · h6 чёрный слон · b5 белая пешка · d5 белый конь · e5 чёрный конь · d4 чёрный король · a3 белая пешка · c2 белый ферзь · e2 белая пешка · f1 белая ладья · h1 белый король | f8 белый конь · c7 чёрная пешка · h6 чёрный слон · b5 белая пешка · d5 белый конь · e5 чёрный конь · d4 чёрный король · a3 белая пешка · c2 белый ферзь · e2 белая пешка · f1 белая ладья · h1 белый король | f8 белый конь · c7 чёрная пешка · h6 чёрный слон · b5 белая пешка · d5 белый конь · e5 чёрный конь · d4 чёрный король · a3 белая пешка · c2 белый ферзь · e2 белая пешка · f1 белая ладья · h1 белый король | f8 белый конь · c7 чёрная пешка · h6 чёрный слон · b5 белая пешка · d5 белый конь · e5 чёрный конь · d4 чёрный король · a3 белая пешка · c2 белый ферзь · e2 белая пешка · f1 белая ладья · h1 белый король | f8 белый конь · c7 чёрная пешка · h6 чёрный слон · b5 белая пешка · d5 белый конь · e5 чёрный конь · d4 чёрный король · a3 белая пешка · c2 белый ферзь · e2 белая пешка · f1 белая ладья · h1 белый король | f8 белый конь · c7 чёрная пешка · h6 чёрный слон · b5 белая пешка · d5 белый конь · e5 чёрный конь · d4 чёрный король · a3 белая пешка · c2 белый ферзь · e2 белая пешка · f1 белая ладья · h1 белый король | 2 |
| 1 | f8 белый конь · c7 чёрная пешка · h6 чёрный слон · b5 белая пешка · d5 белый конь · e5 чёрный конь · d4 чёрный король · a3 белая пешка · c2 белый ферзь · e2 белая пешка · f1 белая ладья · h1 белый король | f8 белый конь · c7 чёрная пешка · h6 чёрный слон · b5 белая пешка · d5 белый конь · e5 чёрный конь · d4 чёрный король · a3 белая пешка · c2 белый ферзь · e2 белая пешка · f1 белая ладья · h1 белый король | f8 белый конь · c7 чёрная пешка · h6 чёрный слон · b5 белая пешка · d5 белый конь · e5 чёрный конь · d4 чёрный король · a3 белая пешка · c2 белый ферзь · e2 белая пешка · f1 белая ладья · h1 белый король | f8 белый конь · c7 чёрная пешка · h6 чёрный слон · b5 белая пешка · d5 белый конь · e5 чёрный конь · d4 чёрный король · a3 белая пешка · c2 белый ферзь · e2 белая пешка · f1 белая ладья · h1 белый король | f8 белый конь · c7 чёрная пешка · h6 чёрный слон · b5 белая пешка · d5 белый конь · e5 чёрный конь · d4 чёрный король · a3 белая пешка · c2 белый ферзь · e2 белая пешка · f1 белая ладья · h1 белый король | f8 белый конь · c7 чёрная пешка · h6 чёрный слон · b5 белая пешка · d5 белый конь · e5 чёрный конь · d4 чёрный король · a3 белая пешка · c2 белый ферзь · e2 белая пешка · f1 белая ладья · h1 белый король | f8 белый конь · c7 чёрная пешка · h6 чёрный слон · b5 белая пешка · d5 белый конь · e5 чёрный конь · d4 чёрный король · a3 белая пешка · c2 белый ферзь · e2 белая пешка · f1 белая ладья · h1 белый король | f8 белый конь · c7 чёрная пешка · h6 чёрный слон · b5 белая пешка · d5 белый конь · e5 чёрный конь · d4 чёрный король · a3 белая пешка · c2 белый ферзь · e2 белая пешка · f1 белая ладья · h1 белый король | 1 |
|   | a | b | c | d | e | f | g | h |   |

1.Лf5! (∼ 2.Ке6+)
- 1. … Кр:d5 2.Фd3+ Крс5 3.Kd7#,
- 1. … с5 2.Фс3+ Кр:d5 3.Фd3#,
- 1. … С:f8 2.е3+ Кр:d5 3.Фс6# — три варианта со связкой чёрного коня.

|   | a | b | c | d | e | f | g | h |   |
| - | --- | --- | --- | --- | --- | --- | --- | --- | - |
| 8 | a8 белый конь · b8 белый конь · c8 чёрный король · e8 белый слон · f8 чёрный конь · c7 белая пешка · e7 чёрная пешка · h7 чёрная пешка · a6 белый король · c6 чёрная пешка · d6 чёрная пешка · a5 чёрная пешка · h5 белая ладья · b4 чёрная пешка · h4 чёрный слон · h3 чёрная ладья · h2 чёрная пешка · e1 чёрная ладья · g1 чёрный конь | a8 белый конь · b8 белый конь · c8 чёрный король · e8 белый слон · f8 чёрный конь · c7 белая пешка · e7 чёрная пешка · h7 чёрная пешка · a6 белый король · c6 чёрная пешка · d6 чёрная пешка · a5 чёрная пешка · h5 белая ладья · b4 чёрная пешка · h4 чёрный слон · h3 чёрная ладья · h2 чёрная пешка · e1 чёрная ладья · g1 чёрный конь | a8 белый конь · b8 белый конь · c8 чёрный король · e8 белый слон · f8 чёрный конь · c7 белая пешка · e7 чёрная пешка · h7 чёрная пешка · a6 белый король · c6 чёрная пешка · d6 чёрная пешка · a5 чёрная пешка · h5 белая ладья · b4 чёрная пешка · h4 чёрный слон · h3 чёрная ладья · h2 чёрная пешка · e1 чёрная ладья · g1 чёрный конь | a8 белый конь · b8 белый конь · c8 чёрный король · e8 белый слон · f8 чёрный конь · c7 белая пешка · e7 чёрная пешка · h7 чёрная пешка · a6 белый король · c6 чёрная пешка · d6 чёрная пешка · a5 чёрная пешка · h5 белая ладья · b4 чёрная пешка · h4 чёрный слон · h3 чёрная ладья · h2 чёрная пешка · e1 чёрная ладья · g1 чёрный конь | a8 белый конь · b8 белый конь · c8 чёрный король · e8 белый слон · f8 чёрный конь · c7 белая пешка · e7 чёрная пешка · h7 чёрная пешка · a6 белый король · c6 чёрная пешка · d6 чёрная пешка · a5 чёрная пешка · h5 белая ладья · b4 чёрная пешка · h4 чёрный слон · h3 чёрная ладья · h2 чёрная пешка · e1 чёрная ладья · g1 чёрный конь | a8 белый конь · b8 белый конь · c8 чёрный король · e8 белый слон · f8 чёрный конь · c7 белая пешка · e7 чёрная пешка · h7 чёрная пешка · a6 белый король · c6 чёрная пешка · d6 чёрная пешка · a5 чёрная пешка · h5 белая ладья · b4 чёрная пешка · h4 чёрный слон · h3 чёрная ладья · h2 чёрная пешка · e1 чёрная ладья · g1 чёрный конь | a8 белый конь · b8 белый конь · c8 чёрный король · e8 белый слон · f8 чёрный конь · c7 белая пешка · e7 чёрная пешка · h7 чёрная пешка · a6 белый король · c6 чёрная пешка · d6 чёрная пешка · a5 чёрная пешка · h5 белая ладья · b4 чёрная пешка · h4 чёрный слон · h3 чёрная ладья · h2 чёрная пешка · e1 чёрная ладья · g1 чёрный конь | a8 белый конь · b8 белый конь · c8 чёрный король · e8 белый слон · f8 чёрный конь · c7 белая пешка · e7 чёрная пешка · h7 чёрная пешка · a6 белый король · c6 чёрная пешка · d6 чёрная пешка · a5 чёрная пешка · h5 белая ладья · b4 чёрная пешка · h4 чёрный слон · h3 чёрная ладья · h2 чёрная пешка · e1 чёрная ладья · g1 чёрный конь | 8 |
| 7 | a8 белый конь · b8 белый конь · c8 чёрный король · e8 белый слон · f8 чёрный конь · c7 белая пешка · e7 чёрная пешка · h7 чёрная пешка · a6 белый король · c6 чёрная пешка · d6 чёрная пешка · a5 чёрная пешка · h5 белая ладья · b4 чёрная пешка · h4 чёрный слон · h3 чёрная ладья · h2 чёрная пешка · e1 чёрная ладья · g1 чёрный конь | a8 белый конь · b8 белый конь · c8 чёрный король · e8 белый слон · f8 чёрный конь · c7 белая пешка · e7 чёрная пешка · h7 чёрная пешка · a6 белый король · c6 чёрная пешка · d6 чёрная пешка · a5 чёрная пешка · h5 белая ладья · b4 чёрная пешка · h4 чёрный слон · h3 чёрная ладья · h2 чёрная пешка · e1 чёрная ладья · g1 чёрный конь | a8 белый конь · b8 белый конь · c8 чёрный король · e8 белый слон · f8 чёрный конь · c7 белая пешка · e7 чёрная пешка · h7 чёрная пешка · a6 белый король · c6 чёрная пешка · d6 чёрная пешка · a5 чёрная пешка · h5 белая ладья · b4 чёрная пешка · h4 чёрный слон · h3 чёрная ладья · h2 чёрная пешка · e1 чёрная ладья · g1 чёрный конь | a8 белый конь · b8 белый конь · c8 чёрный король · e8 белый слон · f8 чёрный конь · c7 белая пешка · e7 чёрная пешка · h7 чёрная пешка · a6 белый король · c6 чёрная пешка · d6 чёрная пешка · a5 чёрная пешка · h5 белая ладья · b4 чёрная пешка · h4 чёрный слон · h3 чёрная ладья · h2 чёрная пешка · e1 чёрная ладья · g1 чёрный конь | a8 белый конь · b8 белый конь · c8 чёрный король · e8 белый слон · f8 чёрный конь · c7 белая пешка · e7 чёрная пешка · h7 чёрная пешка · a6 белый король · c6 чёрная пешка · d6 чёрная пешка · a5 чёрная пешка · h5 белая ладья · b4 чёрная пешка · h4 чёрный слон · h3 чёрная ладья · h2 чёрная пешка · e1 чёрная ладья · g1 чёрный конь | a8 белый конь · b8 белый конь · c8 чёрный король · e8 белый слон · f8 чёрный конь · c7 белая пешка · e7 чёрная пешка · h7 чёрная пешка · a6 белый король · c6 чёрная пешка · d6 чёрная пешка · a5 чёрная пешка · h5 белая ладья · b4 чёрная пешка · h4 чёрный слон · h3 чёрная ладья · h2 чёрная пешка · e1 чёрная ладья · g1 чёрный конь | a8 белый конь · b8 белый конь · c8 чёрный король · e8 белый слон · f8 чёрный конь · c7 белая пешка · e7 чёрная пешка · h7 чёрная пешка · a6 белый король · c6 чёрная пешка · d6 чёрная пешка · a5 чёрная пешка · h5 белая ладья · b4 чёрная пешка · h4 чёрный слон · h3 чёрная ладья · h2 чёрная пешка · e1 чёрная ладья · g1 чёрный конь | a8 белый конь · b8 белый конь · c8 чёрный король · e8 белый слон · f8 чёрный конь · c7 белая пешка · e7 чёрная пешка · h7 чёрная пешка · a6 белый король · c6 чёрная пешка · d6 чёрная пешка · a5 чёрная пешка · h5 белая ладья · b4 чёрная пешка · h4 чёрный слон · h3 чёрная ладья · h2 чёрная пешка · e1 чёрная ладья · g1 чёрный конь | 7 |
| 6 | a8 белый конь · b8 белый конь · c8 чёрный король · e8 белый слон · f8 чёрный конь · c7 белая пешка · e7 чёрная пешка · h7 чёрная пешка · a6 белый король · c6 чёрная пешка · d6 чёрная пешка · a5 чёрная пешка · h5 белая ладья · b4 чёрная пешка · h4 чёрный слон · h3 чёрная ладья · h2 чёрная пешка · e1 чёрная ладья · g1 чёрный конь | a8 белый конь · b8 белый конь · c8 чёрный король · e8 белый слон · f8 чёрный конь · c7 белая пешка · e7 чёрная пешка · h7 чёрная пешка · a6 белый король · c6 чёрная пешка · d6 чёрная пешка · a5 чёрная пешка · h5 белая ладья · b4 чёрная пешка · h4 чёрный слон · h3 чёрная ладья · h2 чёрная пешка · e1 чёрная ладья · g1 чёрный конь | a8 белый конь · b8 белый конь · c8 чёрный король · e8 белый слон · f8 чёрный конь · c7 белая пешка · e7 чёрная пешка · h7 чёрная пешка · a6 белый король · c6 чёрная пешка · d6 чёрная пешка · a5 чёрная пешка · h5 белая ладья · b4 чёрная пешка · h4 чёрный слон · h3 чёрная ладья · h2 чёрная пешка · e1 чёрная ладья · g1 чёрный конь | a8 белый конь · b8 белый конь · c8 чёрный король · e8 белый слон · f8 чёрный конь · c7 белая пешка · e7 чёрная пешка · h7 чёрная пешка · a6 белый король · c6 чёрная пешка · d6 чёрная пешка · a5 чёрная пешка · h5 белая ладья · b4 чёрная пешка · h4 чёрный слон · h3 чёрная ладья · h2 чёрная пешка · e1 чёрная ладья · g1 чёрный конь | a8 белый конь · b8 белый конь · c8 чёрный король · e8 белый слон · f8 чёрный конь · c7 белая пешка · e7 чёрная пешка · h7 чёрная пешка · a6 белый король · c6 чёрная пешка · d6 чёрная пешка · a5 чёрная пешка · h5 белая ладья · b4 чёрная пешка · h4 чёрный слон · h3 чёрная ладья · h2 чёрная пешка · e1 чёрная ладья · g1 чёрный конь | a8 белый конь · b8 белый конь · c8 чёрный король · e8 белый слон · f8 чёрный конь · c7 белая пешка · e7 чёрная пешка · h7 чёрная пешка · a6 белый король · c6 чёрная пешка · d6 чёрная пешка · a5 чёрная пешка · h5 белая ладья · b4 чёрная пешка · h4 чёрный слон · h3 чёрная ладья · h2 чёрная пешка · e1 чёрная ладья · g1 чёрный конь | a8 белый конь · b8 белый конь · c8 чёрный король · e8 белый слон · f8 чёрный конь · c7 белая пешка · e7 чёрная пешка · h7 чёрная пешка · a6 белый король · c6 чёрная пешка · d6 чёрная пешка · a5 чёрная пешка · h5 белая ладья · b4 чёрная пешка · h4 чёрный слон · h3 чёрная ладья · h2 чёрная пешка · e1 чёрная ладья · g1 чёрный конь | a8 белый конь · b8 белый конь · c8 чёрный король · e8 белый слон · f8 чёрный конь · c7 белая пешка · e7 чёрная пешка · h7 чёрная пешка · a6 белый король · c6 чёрная пешка · d6 чёрная пешка · a5 чёрная пешка · h5 белая ладья · b4 чёрная пешка · h4 чёрный слон · h3 чёрная ладья · h2 чёрная пешка · e1 чёрная ладья · g1 чёрный конь | 6 |
| 5 | a8 белый конь · b8 белый конь · c8 чёрный король · e8 белый слон · f8 чёрный конь · c7 белая пешка · e7 чёрная пешка · h7 чёрная пешка · a6 белый король · c6 чёрная пешка · d6 чёрная пешка · a5 чёрная пешка · h5 белая ладья · b4 чёрная пешка · h4 чёрный слон · h3 чёрная ладья · h2 чёрная пешка · e1 чёрная ладья · g1 чёрный конь | a8 белый конь · b8 белый конь · c8 чёрный король · e8 белый слон · f8 чёрный конь · c7 белая пешка · e7 чёрная пешка · h7 чёрная пешка · a6 белый король · c6 чёрная пешка · d6 чёрная пешка · a5 чёрная пешка · h5 белая ладья · b4 чёрная пешка · h4 чёрный слон · h3 чёрная ладья · h2 чёрная пешка · e1 чёрная ладья · g1 чёрный конь | a8 белый конь · b8 белый конь · c8 чёрный король · e8 белый слон · f8 чёрный конь · c7 белая пешка · e7 чёрная пешка · h7 чёрная пешка · a6 белый король · c6 чёрная пешка · d6 чёрная пешка · a5 чёрная пешка · h5 белая ладья · b4 чёрная пешка · h4 чёрный слон · h3 чёрная ладья · h2 чёрная пешка · e1 чёрная ладья · g1 чёрный конь | a8 белый конь · b8 белый конь · c8 чёрный король · e8 белый слон · f8 чёрный конь · c7 белая пешка · e7 чёрная пешка · h7 чёрная пешка · a6 белый король · c6 чёрная пешка · d6 чёрная пешка · a5 чёрная пешка · h5 белая ладья · b4 чёрная пешка · h4 чёрный слон · h3 чёрная ладья · h2 чёрная пешка · e1 чёрная ладья · g1 чёрный конь | a8 белый конь · b8 белый конь · c8 чёрный король · e8 белый слон · f8 чёрный конь · c7 белая пешка · e7 чёрная пешка · h7 чёрная пешка · a6 белый король · c6 чёрная пешка · d6 чёрная пешка · a5 чёрная пешка · h5 белая ладья · b4 чёрная пешка · h4 чёрный слон · h3 чёрная ладья · h2 чёрная пешка · e1 чёрная ладья · g1 чёрный конь | a8 белый конь · b8 белый конь · c8 чёрный король · e8 белый слон · f8 чёрный конь · c7 белая пешка · e7 чёрная пешка · h7 чёрная пешка · a6 белый король · c6 чёрная пешка · d6 чёрная пешка · a5 чёрная пешка · h5 белая ладья · b4 чёрная пешка · h4 чёрный слон · h3 чёрная ладья · h2 чёрная пешка · e1 чёрная ладья · g1 чёрный конь | a8 белый конь · b8 белый конь · c8 чёрный король · e8 белый слон · f8 чёрный конь · c7 белая пешка · e7 чёрная пешка · h7 чёрная пешка · a6 белый король · c6 чёрная пешка · d6 чёрная пешка · a5 чёрная пешка · h5 белая ладья · b4 чёрная пешка · h4 чёрный слон · h3 чёрная ладья · h2 чёрная пешка · e1 чёрная ладья · g1 чёрный конь | a8 белый конь · b8 белый конь · c8 чёрный король · e8 белый слон · f8 чёрный конь · c7 белая пешка · e7 чёрная пешка · h7 чёрная пешка · a6 белый король · c6 чёрная пешка · d6 чёрная пешка · a5 чёрная пешка · h5 белая ладья · b4 чёрная пешка · h4 чёрный слон · h3 чёрная ладья · h2 чёрная пешка · e1 чёрная ладья · g1 чёрный конь | 5 |
| 4 | a8 белый конь · b8 белый конь · c8 чёрный король · e8 белый слон · f8 чёрный конь · c7 белая пешка · e7 чёрная пешка · h7 чёрная пешка · a6 белый король · c6 чёрная пешка · d6 чёрная пешка · a5 чёрная пешка · h5 белая ладья · b4 чёрная пешка · h4 чёрный слон · h3 чёрная ладья · h2 чёрная пешка · e1 чёрная ладья · g1 чёрный конь | a8 белый конь · b8 белый конь · c8 чёрный король · e8 белый слон · f8 чёрный конь · c7 белая пешка · e7 чёрная пешка · h7 чёрная пешка · a6 белый король · c6 чёрная пешка · d6 чёрная пешка · a5 чёрная пешка · h5 белая ладья · b4 чёрная пешка · h4 чёрный слон · h3 чёрная ладья · h2 чёрная пешка · e1 чёрная ладья · g1 чёрный конь | a8 белый конь · b8 белый конь · c8 чёрный король · e8 белый слон · f8 чёрный конь · c7 белая пешка · e7 чёрная пешка · h7 чёрная пешка · a6 белый король · c6 чёрная пешка · d6 чёрная пешка · a5 чёрная пешка · h5 белая ладья · b4 чёрная пешка · h4 чёрный слон · h3 чёрная ладья · h2 чёрная пешка · e1 чёрная ладья · g1 чёрный конь | a8 белый конь · b8 белый конь · c8 чёрный король · e8 белый слон · f8 чёрный конь · c7 белая пешка · e7 чёрная пешка · h7 чёрная пешка · a6 белый король · c6 чёрная пешка · d6 чёрная пешка · a5 чёрная пешка · h5 белая ладья · b4 чёрная пешка · h4 чёрный слон · h3 чёрная ладья · h2 чёрная пешка · e1 чёрная ладья · g1 чёрный конь | a8 белый конь · b8 белый конь · c8 чёрный король · e8 белый слон · f8 чёрный конь · c7 белая пешка · e7 чёрная пешка · h7 чёрная пешка · a6 белый король · c6 чёрная пешка · d6 чёрная пешка · a5 чёрная пешка · h5 белая ладья · b4 чёрная пешка · h4 чёрный слон · h3 чёрная ладья · h2 чёрная пешка · e1 чёрная ладья · g1 чёрный конь | a8 белый конь · b8 белый конь · c8 чёрный король · e8 белый слон · f8 чёрный конь · c7 белая пешка · e7 чёрная пешка · h7 чёрная пешка · a6 белый король · c6 чёрная пешка · d6 чёрная пешка · a5 чёрная пешка · h5 белая ладья · b4 чёрная пешка · h4 чёрный слон · h3 чёрная ладья · h2 чёрная пешка · e1 чёрная ладья · g1 чёрный конь | a8 белый конь · b8 белый конь · c8 чёрный король · e8 белый слон · f8 чёрный конь · c7 белая пешка · e7 чёрная пешка · h7 чёрная пешка · a6 белый король · c6 чёрная пешка · d6 чёрная пешка · a5 чёрная пешка · h5 белая ладья · b4 чёрная пешка · h4 чёрный слон · h3 чёрная ладья · h2 чёрная пешка · e1 чёрная ладья · g1 чёрный конь | a8 белый конь · b8 белый конь · c8 чёрный король · e8 белый слон · f8 чёрный конь · c7 белая пешка · e7 чёрная пешка · h7 чёрная пешка · a6 белый король · c6 чёрная пешка · d6 чёрная пешка · a5 чёрная пешка · h5 белая ладья · b4 чёрная пешка · h4 чёрный слон · h3 чёрная ладья · h2 чёрная пешка · e1 чёрная ладья · g1 чёрный конь | 4 |
| 3 | a8 белый конь · b8 белый конь · c8 чёрный король · e8 белый слон · f8 чёрный конь · c7 белая пешка · e7 чёрная пешка · h7 чёрная пешка · a6 белый король · c6 чёрная пешка · d6 чёрная пешка · a5 чёрная пешка · h5 белая ладья · b4 чёрная пешка · h4 чёрный слон · h3 чёрная ладья · h2 чёрная пешка · e1 чёрная ладья · g1 чёрный конь | a8 белый конь · b8 белый конь · c8 чёрный король · e8 белый слон · f8 чёрный конь · c7 белая пешка · e7 чёрная пешка · h7 чёрная пешка · a6 белый король · c6 чёрная пешка · d6 чёрная пешка · a5 чёрная пешка · h5 белая ладья · b4 чёрная пешка · h4 чёрный слон · h3 чёрная ладья · h2 чёрная пешка · e1 чёрная ладья · g1 чёрный конь | a8 белый конь · b8 белый конь · c8 чёрный король · e8 белый слон · f8 чёрный конь · c7 белая пешка · e7 чёрная пешка · h7 чёрная пешка · a6 белый король · c6 чёрная пешка · d6 чёрная пешка · a5 чёрная пешка · h5 белая ладья · b4 чёрная пешка · h4 чёрный слон · h3 чёрная ладья · h2 чёрная пешка · e1 чёрная ладья · g1 чёрный конь | a8 белый конь · b8 белый конь · c8 чёрный король · e8 белый слон · f8 чёрный конь · c7 белая пешка · e7 чёрная пешка · h7 чёрная пешка · a6 белый король · c6 чёрная пешка · d6 чёрная пешка · a5 чёрная пешка · h5 белая ладья · b4 чёрная пешка · h4 чёрный слон · h3 чёрная ладья · h2 чёрная пешка · e1 чёрная ладья · g1 чёрный конь | a8 белый конь · b8 белый конь · c8 чёрный король · e8 белый слон · f8 чёрный конь · c7 белая пешка · e7 чёрная пешка · h7 чёрная пешка · a6 белый король · c6 чёрная пешка · d6 чёрная пешка · a5 чёрная пешка · h5 белая ладья · b4 чёрная пешка · h4 чёрный слон · h3 чёрная ладья · h2 чёрная пешка · e1 чёрная ладья · g1 чёрный конь | a8 белый конь · b8 белый конь · c8 чёрный король · e8 белый слон · f8 чёрный конь · c7 белая пешка · e7 чёрная пешка · h7 чёрная пешка · a6 белый король · c6 чёрная пешка · d6 чёрная пешка · a5 чёрная пешка · h5 белая ладья · b4 чёрная пешка · h4 чёрный слон · h3 чёрная ладья · h2 чёрная пешка · e1 чёрная ладья · g1 чёрный конь | a8 белый конь · b8 белый конь · c8 чёрный король · e8 белый слон · f8 чёрный конь · c7 белая пешка · e7 чёрная пешка · h7 чёрная пешка · a6 белый король · c6 чёрная пешка · d6 чёрная пешка · a5 чёрная пешка · h5 белая ладья · b4 чёрная пешка · h4 чёрный слон · h3 чёрная ладья · h2 чёрная пешка · e1 чёрная ладья · g1 чёрный конь | a8 белый конь · b8 белый конь · c8 чёрный король · e8 белый слон · f8 чёрный конь · c7 белая пешка · e7 чёрная пешка · h7 чёрная пешка · a6 белый король · c6 чёрная пешка · d6 чёрная пешка · a5 чёрная пешка · h5 белая ладья · b4 чёрная пешка · h4 чёрный слон · h3 чёрная ладья · h2 чёрная пешка · e1 чёрная ладья · g1 чёрный конь | 3 |
| 2 | a8 белый конь · b8 белый конь · c8 чёрный король · e8 белый слон · f8 чёрный конь · c7 белая пешка · e7 чёрная пешка · h7 чёрная пешка · a6 белый король · c6 чёрная пешка · d6 чёрная пешка · a5 чёрная пешка · h5 белая ладья · b4 чёрная пешка · h4 чёрный слон · h3 чёрная ладья · h2 чёрная пешка · e1 чёрная ладья · g1 чёрный конь | a8 белый конь · b8 белый конь · c8 чёрный король · e8 белый слон · f8 чёрный конь · c7 белая пешка · e7 чёрная пешка · h7 чёрная пешка · a6 белый король · c6 чёрная пешка · d6 чёрная пешка · a5 чёрная пешка · h5 белая ладья · b4 чёрная пешка · h4 чёрный слон · h3 чёрная ладья · h2 чёрная пешка · e1 чёрная ладья · g1 чёрный конь | a8 белый конь · b8 белый конь · c8 чёрный король · e8 белый слон · f8 чёрный конь · c7 белая пешка · e7 чёрная пешка · h7 чёрная пешка · a6 белый король · c6 чёрная пешка · d6 чёрная пешка · a5 чёрная пешка · h5 белая ладья · b4 чёрная пешка · h4 чёрный слон · h3 чёрная ладья · h2 чёрная пешка · e1 чёрная ладья · g1 чёрный конь | a8 белый конь · b8 белый конь · c8 чёрный король · e8 белый слон · f8 чёрный конь · c7 белая пешка · e7 чёрная пешка · h7 чёрная пешка · a6 белый король · c6 чёрная пешка · d6 чёрная пешка · a5 чёрная пешка · h5 белая ладья · b4 чёрная пешка · h4 чёрный слон · h3 чёрная ладья · h2 чёрная пешка · e1 чёрная ладья · g1 чёрный конь | a8 белый конь · b8 белый конь · c8 чёрный король · e8 белый слон · f8 чёрный конь · c7 белая пешка · e7 чёрная пешка · h7 чёрная пешка · a6 белый король · c6 чёрная пешка · d6 чёрная пешка · a5 чёрная пешка · h5 белая ладья · b4 чёрная пешка · h4 чёрный слон · h3 чёрная ладья · h2 чёрная пешка · e1 чёрная ладья · g1 чёрный конь | a8 белый конь · b8 белый конь · c8 чёрный король · e8 белый слон · f8 чёрный конь · c7 белая пешка · e7 чёрная пешка · h7 чёрная пешка · a6 белый король · c6 чёрная пешка · d6 чёрная пешка · a5 чёрная пешка · h5 белая ладья · b4 чёрная пешка · h4 чёрный слон · h3 чёрная ладья · h2 чёрная пешка · e1 чёрная ладья · g1 чёрный конь | a8 белый конь · b8 белый конь · c8 чёрный король · e8 белый слон · f8 чёрный конь · c7 белая пешка · e7 чёрная пешка · h7 чёрная пешка · a6 белый король · c6 чёрная пешка · d6 чёрная пешка · a5 чёрная пешка · h5 белая ладья · b4 чёрная пешка · h4 чёрный слон · h3 чёрная ладья · h2 чёрная пешка · e1 чёрная ладья · g1 чёрный конь | a8 белый конь · b8 белый конь · c8 чёрный король · e8 белый слон · f8 чёрный конь · c7 белая пешка · e7 чёрная пешка · h7 чёрная пешка · a6 белый король · c6 чёрная пешка · d6 чёрная пешка · a5 чёрная пешка · h5 белая ладья · b4 чёрная пешка · h4 чёрный слон · h3 чёрная ладья · h2 чёрная пешка · e1 чёрная ладья · g1 чёрный конь | 2 |
| 1 | a8 белый конь · b8 белый конь · c8 чёрный король · e8 белый слон · f8 чёрный конь · c7 белая пешка · e7 чёрная пешка · h7 чёрная пешка · a6 белый король · c6 чёрная пешка · d6 чёрная пешка · a5 чёрная пешка · h5 белая ладья · b4 чёрная пешка · h4 чёрный слон · h3 чёрная ладья · h2 чёрная пешка · e1 чёрная ладья · g1 чёрный конь | a8 белый конь · b8 белый конь · c8 чёрный король · e8 белый слон · f8 чёрный конь · c7 белая пешка · e7 чёрная пешка · h7 чёрная пешка · a6 белый король · c6 чёрная пешка · d6 чёрная пешка · a5 чёрная пешка · h5 белая ладья · b4 чёрная пешка · h4 чёрный слон · h3 чёрная ладья · h2 чёрная пешка · e1 чёрная ладья · g1 чёрный конь | a8 белый конь · b8 белый конь · c8 чёрный король · e8 белый слон · f8 чёрный конь · c7 белая пешка · e7 чёрная пешка · h7 чёрная пешка · a6 белый король · c6 чёрная пешка · d6 чёрная пешка · a5 чёрная пешка · h5 белая ладья · b4 чёрная пешка · h4 чёрный слон · h3 чёрная ладья · h2 чёрная пешка · e1 чёрная ладья · g1 чёрный конь | a8 белый конь · b8 белый конь · c8 чёрный король · e8 белый слон · f8 чёрный конь · c7 белая пешка · e7 чёрная пешка · h7 чёрная пешка · a6 белый король · c6 чёрная пешка · d6 чёрная пешка · a5 чёрная пешка · h5 белая ладья · b4 чёрная пешка · h4 чёрный слон · h3 чёрная ладья · h2 чёрная пешка · e1 чёрная ладья · g1 чёрный конь | a8 белый конь · b8 белый конь · c8 чёрный король · e8 белый слон · f8 чёрный конь · c7 белая пешка · e7 чёрная пешка · h7 чёрная пешка · a6 белый король · c6 чёрная пешка · d6 чёрная пешка · a5 чёрная пешка · h5 белая ладья · b4 чёрная пешка · h4 чёрный слон · h3 чёрная ладья · h2 чёрная пешка · e1 чёрная ладья · g1 чёрный конь | a8 белый конь · b8 белый конь · c8 чёрный король · e8 белый слон · f8 чёрный конь · c7 белая пешка · e7 чёрная пешка · h7 чёрная пешка · a6 белый король · c6 чёрная пешка · d6 чёрная пешка · a5 чёрная пешка · h5 белая ладья · b4 чёрная пешка · h4 чёрный слон · h3 чёрная ладья · h2 чёрная пешка · e1 чёрная ладья · g1 чёрный конь | a8 белый конь · b8 белый конь · c8 чёрный король · e8 белый слон · f8 чёрный конь · c7 белая пешка · e7 чёрная пешка · h7 чёрная пешка · a6 белый король · c6 чёрная пешка · d6 чёрная пешка · a5 чёрная пешка · h5 белая ладья · b4 чёрная пешка · h4 чёрный слон · h3 чёрная ладья · h2 чёрная пешка · e1 чёрная ладья · g1 чёрный конь | a8 белый конь · b8 белый конь · c8 чёрный король · e8 белый слон · f8 чёрный конь · c7 белая пешка · e7 чёрная пешка · h7 чёрная пешка · a6 белый король · c6 чёрная пешка · d6 чёрная пешка · a5 чёрная пешка · h5 белая ладья · b4 чёрная пешка · h4 чёрный слон · h3 чёрная ладья · h2 чёрная пешка · e1 чёрная ладья · g1 чёрный конь | 1 |
|   | a | b | c | d | e | f | g | h |   |

Тематические ложные следы: 1. К:с6? Cf2! и 1. С:с6? h1Ф!

Решает 1.Лg5! с угрозой 2.Лg8 и 3.Cd7# — правильный мат со связкой,
- 1. … С:g5 2.К:с6 (~ 3.Ка7#) 2. … Се3 3.К:е7# — римская тема,
- 1. … Kf3 2.С:с6 С:g5 3.Сb7# Задача художественного стиля, включающая логические и стратегические элементы.

Согласно принципам чешской школы, игра должна быть разнообразной, что достигается наличием трёх тематических вариантов; при меньшем числе вариантов остаётся впечатление незаконченности, при большем — требуются дополнительные фигуры. Варианты могут заканчиваться различными или схожими матами (см. Эхо (шахматы)).
|   | a | b | c | d | e | f | g | h |   |
| - | --- | --- | --- | --- | --- | --- | --- | --- | - |
| 8 | e8 белая ладья · e7 белый слон · f7 чёрный слон · g7 чёрная пешка · a6 белый король · e6 чёрный король · f6 чёрная пешка · h6 чёрный ферзь · a5 чёрная пешка · g5 чёрная пешка · a4 чёрная пешка · e4 белый слон · d3 белая ладья · h3 чёрная ладья · a1 чёрный конь · b1 белый ферзь · g1 чёрный слон | e8 белая ладья · e7 белый слон · f7 чёрный слон · g7 чёрная пешка · a6 белый король · e6 чёрный король · f6 чёрная пешка · h6 чёрный ферзь · a5 чёрная пешка · g5 чёрная пешка · a4 чёрная пешка · e4 белый слон · d3 белая ладья · h3 чёрная ладья · a1 чёрный конь · b1 белый ферзь · g1 чёрный слон | e8 белая ладья · e7 белый слон · f7 чёрный слон · g7 чёрная пешка · a6 белый король · e6 чёрный король · f6 чёрная пешка · h6 чёрный ферзь · a5 чёрная пешка · g5 чёрная пешка · a4 чёрная пешка · e4 белый слон · d3 белая ладья · h3 чёрная ладья · a1 чёрный конь · b1 белый ферзь · g1 чёрный слон | e8 белая ладья · e7 белый слон · f7 чёрный слон · g7 чёрная пешка · a6 белый король · e6 чёрный король · f6 чёрная пешка · h6 чёрный ферзь · a5 чёрная пешка · g5 чёрная пешка · a4 чёрная пешка · e4 белый слон · d3 белая ладья · h3 чёрная ладья · a1 чёрный конь · b1 белый ферзь · g1 чёрный слон | e8 белая ладья · e7 белый слон · f7 чёрный слон · g7 чёрная пешка · a6 белый король · e6 чёрный король · f6 чёрная пешка · h6 чёрный ферзь · a5 чёрная пешка · g5 чёрная пешка · a4 чёрная пешка · e4 белый слон · d3 белая ладья · h3 чёрная ладья · a1 чёрный конь · b1 белый ферзь · g1 чёрный слон | e8 белая ладья · e7 белый слон · f7 чёрный слон · g7 чёрная пешка · a6 белый король · e6 чёрный король · f6 чёрная пешка · h6 чёрный ферзь · a5 чёрная пешка · g5 чёрная пешка · a4 чёрная пешка · e4 белый слон · d3 белая ладья · h3 чёрная ладья · a1 чёрный конь · b1 белый ферзь · g1 чёрный слон | e8 белая ладья · e7 белый слон · f7 чёрный слон · g7 чёрная пешка · a6 белый король · e6 чёрный король · f6 чёрная пешка · h6 чёрный ферзь · a5 чёрная пешка · g5 чёрная пешка · a4 чёрная пешка · e4 белый слон · d3 белая ладья · h3 чёрная ладья · a1 чёрный конь · b1 белый ферзь · g1 чёрный слон | e8 белая ладья · e7 белый слон · f7 чёрный слон · g7 чёрная пешка · a6 белый король · e6 чёрный король · f6 чёрная пешка · h6 чёрный ферзь · a5 чёрная пешка · g5 чёрная пешка · a4 чёрная пешка · e4 белый слон · d3 белая ладья · h3 чёрная ладья · a1 чёрный конь · b1 белый ферзь · g1 чёрный слон | 8 |
| 7 | e8 белая ладья · e7 белый слон · f7 чёрный слон · g7 чёрная пешка · a6 белый король · e6 чёрный король · f6 чёрная пешка · h6 чёрный ферзь · a5 чёрная пешка · g5 чёрная пешка · a4 чёрная пешка · e4 белый слон · d3 белая ладья · h3 чёрная ладья · a1 чёрный конь · b1 белый ферзь · g1 чёрный слон | e8 белая ладья · e7 белый слон · f7 чёрный слон · g7 чёрная пешка · a6 белый король · e6 чёрный король · f6 чёрная пешка · h6 чёрный ферзь · a5 чёрная пешка · g5 чёрная пешка · a4 чёрная пешка · e4 белый слон · d3 белая ладья · h3 чёрная ладья · a1 чёрный конь · b1 белый ферзь · g1 чёрный слон | e8 белая ладья · e7 белый слон · f7 чёрный слон · g7 чёрная пешка · a6 белый король · e6 чёрный король · f6 чёрная пешка · h6 чёрный ферзь · a5 чёрная пешка · g5 чёрная пешка · a4 чёрная пешка · e4 белый слон · d3 белая ладья · h3 чёрная ладья · a1 чёрный конь · b1 белый ферзь · g1 чёрный слон | e8 белая ладья · e7 белый слон · f7 чёрный слон · g7 чёрная пешка · a6 белый король · e6 чёрный король · f6 чёрная пешка · h6 чёрный ферзь · a5 чёрная пешка · g5 чёрная пешка · a4 чёрная пешка · e4 белый слон · d3 белая ладья · h3 чёрная ладья · a1 чёрный конь · b1 белый ферзь · g1 чёрный слон | e8 белая ладья · e7 белый слон · f7 чёрный слон · g7 чёрная пешка · a6 белый король · e6 чёрный король · f6 чёрная пешка · h6 чёрный ферзь · a5 чёрная пешка · g5 чёрная пешка · a4 чёрная пешка · e4 белый слон · d3 белая ладья · h3 чёрная ладья · a1 чёрный конь · b1 белый ферзь · g1 чёрный слон | e8 белая ладья · e7 белый слон · f7 чёрный слон · g7 чёрная пешка · a6 белый король · e6 чёрный король · f6 чёрная пешка · h6 чёрный ферзь · a5 чёрная пешка · g5 чёрная пешка · a4 чёрная пешка · e4 белый слон · d3 белая ладья · h3 чёрная ладья · a1 чёрный конь · b1 белый ферзь · g1 чёрный слон | e8 белая ладья · e7 белый слон · f7 чёрный слон · g7 чёрная пешка · a6 белый король · e6 чёрный король · f6 чёрная пешка · h6 чёрный ферзь · a5 чёрная пешка · g5 чёрная пешка · a4 чёрная пешка · e4 белый слон · d3 белая ладья · h3 чёрная ладья · a1 чёрный конь · b1 белый ферзь · g1 чёрный слон | e8 белая ладья · e7 белый слон · f7 чёрный слон · g7 чёрная пешка · a6 белый король · e6 чёрный король · f6 чёрная пешка · h6 чёрный ферзь · a5 чёрная пешка · g5 чёрная пешка · a4 чёрная пешка · e4 белый слон · d3 белая ладья · h3 чёрная ладья · a1 чёрный конь · b1 белый ферзь · g1 чёрный слон | 7 |
| 6 | e8 белая ладья · e7 белый слон · f7 чёрный слон · g7 чёрная пешка · a6 белый король · e6 чёрный король · f6 чёрная пешка · h6 чёрный ферзь · a5 чёрная пешка · g5 чёрная пешка · a4 чёрная пешка · e4 белый слон · d3 белая ладья · h3 чёрная ладья · a1 чёрный конь · b1 белый ферзь · g1 чёрный слон | e8 белая ладья · e7 белый слон · f7 чёрный слон · g7 чёрная пешка · a6 белый король · e6 чёрный король · f6 чёрная пешка · h6 чёрный ферзь · a5 чёрная пешка · g5 чёрная пешка · a4 чёрная пешка · e4 белый слон · d3 белая ладья · h3 чёрная ладья · a1 чёрный конь · b1 белый ферзь · g1 чёрный слон | e8 белая ладья · e7 белый слон · f7 чёрный слон · g7 чёрная пешка · a6 белый король · e6 чёрный король · f6 чёрная пешка · h6 чёрный ферзь · a5 чёрная пешка · g5 чёрная пешка · a4 чёрная пешка · e4 белый слон · d3 белая ладья · h3 чёрная ладья · a1 чёрный конь · b1 белый ферзь · g1 чёрный слон | e8 белая ладья · e7 белый слон · f7 чёрный слон · g7 чёрная пешка · a6 белый король · e6 чёрный король · f6 чёрная пешка · h6 чёрный ферзь · a5 чёрная пешка · g5 чёрная пешка · a4 чёрная пешка · e4 белый слон · d3 белая ладья · h3 чёрная ладья · a1 чёрный конь · b1 белый ферзь · g1 чёрный слон | e8 белая ладья · e7 белый слон · f7 чёрный слон · g7 чёрная пешка · a6 белый король · e6 чёрный король · f6 чёрная пешка · h6 чёрный ферзь · a5 чёрная пешка · g5 чёрная пешка · a4 чёрная пешка · e4 белый слон · d3 белая ладья · h3 чёрная ладья · a1 чёрный конь · b1 белый ферзь · g1 чёрный слон | e8 белая ладья · e7 белый слон · f7 чёрный слон · g7 чёрная пешка · a6 белый король · e6 чёрный король · f6 чёрная пешка · h6 чёрный ферзь · a5 чёрная пешка · g5 чёрная пешка · a4 чёрная пешка · e4 белый слон · d3 белая ладья · h3 чёрная ладья · a1 чёрный конь · b1 белый ферзь · g1 чёрный слон | e8 белая ладья · e7 белый слон · f7 чёрный слон · g7 чёрная пешка · a6 белый король · e6 чёрный король · f6 чёрная пешка · h6 чёрный ферзь · a5 чёрная пешка · g5 чёрная пешка · a4 чёрная пешка · e4 белый слон · d3 белая ладья · h3 чёрная ладья · a1 чёрный конь · b1 белый ферзь · g1 чёрный слон | e8 белая ладья · e7 белый слон · f7 чёрный слон · g7 чёрная пешка · a6 белый король · e6 чёрный король · f6 чёрная пешка · h6 чёрный ферзь · a5 чёрная пешка · g5 чёрная пешка · a4 чёрная пешка · e4 белый слон · d3 белая ладья · h3 чёрная ладья · a1 чёрный конь · b1 белый ферзь · g1 чёрный слон | 6 |
| 5 | e8 белая ладья · e7 белый слон · f7 чёрный слон · g7 чёрная пешка · a6 белый король · e6 чёрный король · f6 чёрная пешка · h6 чёрный ферзь · a5 чёрная пешка · g5 чёрная пешка · a4 чёрная пешка · e4 белый слон · d3 белая ладья · h3 чёрная ладья · a1 чёрный конь · b1 белый ферзь · g1 чёрный слон | e8 белая ладья · e7 белый слон · f7 чёрный слон · g7 чёрная пешка · a6 белый король · e6 чёрный король · f6 чёрная пешка · h6 чёрный ферзь · a5 чёрная пешка · g5 чёрная пешка · a4 чёрная пешка · e4 белый слон · d3 белая ладья · h3 чёрная ладья · a1 чёрный конь · b1 белый ферзь · g1 чёрный слон | e8 белая ладья · e7 белый слон · f7 чёрный слон · g7 чёрная пешка · a6 белый король · e6 чёрный король · f6 чёрная пешка · h6 чёрный ферзь · a5 чёрная пешка · g5 чёрная пешка · a4 чёрная пешка · e4 белый слон · d3 белая ладья · h3 чёрная ладья · a1 чёрный конь · b1 белый ферзь · g1 чёрный слон | e8 белая ладья · e7 белый слон · f7 чёрный слон · g7 чёрная пешка · a6 белый король · e6 чёрный король · f6 чёрная пешка · h6 чёрный ферзь · a5 чёрная пешка · g5 чёрная пешка · a4 чёрная пешка · e4 белый слон · d3 белая ладья · h3 чёрная ладья · a1 чёрный конь · b1 белый ферзь · g1 чёрный слон | e8 белая ладья · e7 белый слон · f7 чёрный слон · g7 чёрная пешка · a6 белый король · e6 чёрный король · f6 чёрная пешка · h6 чёрный ферзь · a5 чёрная пешка · g5 чёрная пешка · a4 чёрная пешка · e4 белый слон · d3 белая ладья · h3 чёрная ладья · a1 чёрный конь · b1 белый ферзь · g1 чёрный слон | e8 белая ладья · e7 белый слон · f7 чёрный слон · g7 чёрная пешка · a6 белый король · e6 чёрный король · f6 чёрная пешка · h6 чёрный ферзь · a5 чёрная пешка · g5 чёрная пешка · a4 чёрная пешка · e4 белый слон · d3 белая ладья · h3 чёрная ладья · a1 чёрный конь · b1 белый ферзь · g1 чёрный слон | e8 белая ладья · e7 белый слон · f7 чёрный слон · g7 чёрная пешка · a6 белый король · e6 чёрный король · f6 чёрная пешка · h6 чёрный ферзь · a5 чёрная пешка · g5 чёрная пешка · a4 чёрная пешка · e4 белый слон · d3 белая ладья · h3 чёрная ладья · a1 чёрный конь · b1 белый ферзь · g1 чёрный слон | e8 белая ладья · e7 белый слон · f7 чёрный слон · g7 чёрная пешка · a6 белый король · e6 чёрный король · f6 чёрная пешка · h6 чёрный ферзь · a5 чёрная пешка · g5 чёрная пешка · a4 чёрная пешка · e4 белый слон · d3 белая ладья · h3 чёрная ладья · a1 чёрный конь · b1 белый ферзь · g1 чёрный слон | 5 |
| 4 | e8 белая ладья · e7 белый слон · f7 чёрный слон · g7 чёрная пешка · a6 белый король · e6 чёрный король · f6 чёрная пешка · h6 чёрный ферзь · a5 чёрная пешка · g5 чёрная пешка · a4 чёрная пешка · e4 белый слон · d3 белая ладья · h3 чёрная ладья · a1 чёрный конь · b1 белый ферзь · g1 чёрный слон | e8 белая ладья · e7 белый слон · f7 чёрный слон · g7 чёрная пешка · a6 белый король · e6 чёрный король · f6 чёрная пешка · h6 чёрный ферзь · a5 чёрная пешка · g5 чёрная пешка · a4 чёрная пешка · e4 белый слон · d3 белая ладья · h3 чёрная ладья · a1 чёрный конь · b1 белый ферзь · g1 чёрный слон | e8 белая ладья · e7 белый слон · f7 чёрный слон · g7 чёрная пешка · a6 белый король · e6 чёрный король · f6 чёрная пешка · h6 чёрный ферзь · a5 чёрная пешка · g5 чёрная пешка · a4 чёрная пешка · e4 белый слон · d3 белая ладья · h3 чёрная ладья · a1 чёрный конь · b1 белый ферзь · g1 чёрный слон | e8 белая ладья · e7 белый слон · f7 чёрный слон · g7 чёрная пешка · a6 белый король · e6 чёрный король · f6 чёрная пешка · h6 чёрный ферзь · a5 чёрная пешка · g5 чёрная пешка · a4 чёрная пешка · e4 белый слон · d3 белая ладья · h3 чёрная ладья · a1 чёрный конь · b1 белый ферзь · g1 чёрный слон | e8 белая ладья · e7 белый слон · f7 чёрный слон · g7 чёрная пешка · a6 белый король · e6 чёрный король · f6 чёрная пешка · h6 чёрный ферзь · a5 чёрная пешка · g5 чёрная пешка · a4 чёрная пешка · e4 белый слон · d3 белая ладья · h3 чёрная ладья · a1 чёрный конь · b1 белый ферзь · g1 чёрный слон | e8 белая ладья · e7 белый слон · f7 чёрный слон · g7 чёрная пешка · a6 белый король · e6 чёрный король · f6 чёрная пешка · h6 чёрный ферзь · a5 чёрная пешка · g5 чёрная пешка · a4 чёрная пешка · e4 белый слон · d3 белая ладья · h3 чёрная ладья · a1 чёрный конь · b1 белый ферзь · g1 чёрный слон | e8 белая ладья · e7 белый слон · f7 чёрный слон · g7 чёрная пешка · a6 белый король · e6 чёрный король · f6 чёрная пешка · h6 чёрный ферзь · a5 чёрная пешка · g5 чёрная пешка · a4 чёрная пешка · e4 белый слон · d3 белая ладья · h3 чёрная ладья · a1 чёрный конь · b1 белый ферзь · g1 чёрный слон | e8 белая ладья · e7 белый слон · f7 чёрный слон · g7 чёрная пешка · a6 белый король · e6 чёрный король · f6 чёрная пешка · h6 чёрный ферзь · a5 чёрная пешка · g5 чёрная пешка · a4 чёрная пешка · e4 белый слон · d3 белая ладья · h3 чёрная ладья · a1 чёрный конь · b1 белый ферзь · g1 чёрный слон | 4 |
| 3 | e8 белая ладья · e7 белый слон · f7 чёрный слон · g7 чёрная пешка · a6 белый король · e6 чёрный король · f6 чёрная пешка · h6 чёрный ферзь · a5 чёрная пешка · g5 чёрная пешка · a4 чёрная пешка · e4 белый слон · d3 белая ладья · h3 чёрная ладья · a1 чёрный конь · b1 белый ферзь · g1 чёрный слон | e8 белая ладья · e7 белый слон · f7 чёрный слон · g7 чёрная пешка · a6 белый король · e6 чёрный король · f6 чёрная пешка · h6 чёрный ферзь · a5 чёрная пешка · g5 чёрная пешка · a4 чёрная пешка · e4 белый слон · d3 белая ладья · h3 чёрная ладья · a1 чёрный конь · b1 белый ферзь · g1 чёрный слон | e8 белая ладья · e7 белый слон · f7 чёрный слон · g7 чёрная пешка · a6 белый король · e6 чёрный король · f6 чёрная пешка · h6 чёрный ферзь · a5 чёрная пешка · g5 чёрная пешка · a4 чёрная пешка · e4 белый слон · d3 белая ладья · h3 чёрная ладья · a1 чёрный конь · b1 белый ферзь · g1 чёрный слон | e8 белая ладья · e7 белый слон · f7 чёрный слон · g7 чёрная пешка · a6 белый король · e6 чёрный король · f6 чёрная пешка · h6 чёрный ферзь · a5 чёрная пешка · g5 чёрная пешка · a4 чёрная пешка · e4 белый слон · d3 белая ладья · h3 чёрная ладья · a1 чёрный конь · b1 белый ферзь · g1 чёрный слон | e8 белая ладья · e7 белый слон · f7 чёрный слон · g7 чёрная пешка · a6 белый король · e6 чёрный король · f6 чёрная пешка · h6 чёрный ферзь · a5 чёрная пешка · g5 чёрная пешка · a4 чёрная пешка · e4 белый слон · d3 белая ладья · h3 чёрная ладья · a1 чёрный конь · b1 белый ферзь · g1 чёрный слон | e8 белая ладья · e7 белый слон · f7 чёрный слон · g7 чёрная пешка · a6 белый король · e6 чёрный король · f6 чёрная пешка · h6 чёрный ферзь · a5 чёрная пешка · g5 чёрная пешка · a4 чёрная пешка · e4 белый слон · d3 белая ладья · h3 чёрная ладья · a1 чёрный конь · b1 белый ферзь · g1 чёрный слон | e8 белая ладья · e7 белый слон · f7 чёрный слон · g7 чёрная пешка · a6 белый король · e6 чёрный король · f6 чёрная пешка · h6 чёрный ферзь · a5 чёрная пешка · g5 чёрная пешка · a4 чёрная пешка · e4 белый слон · d3 белая ладья · h3 чёрная ладья · a1 чёрный конь · b1 белый ферзь · g1 чёрный слон | e8 белая ладья · e7 белый слон · f7 чёрный слон · g7 чёрная пешка · a6 белый король · e6 чёрный король · f6 чёрная пешка · h6 чёрный ферзь · a5 чёрная пешка · g5 чёрная пешка · a4 чёрная пешка · e4 белый слон · d3 белая ладья · h3 чёрная ладья · a1 чёрный конь · b1 белый ферзь · g1 чёрный слон | 3 |
| 2 | e8 белая ладья · e7 белый слон · f7 чёрный слон · g7 чёрная пешка · a6 белый король · e6 чёрный король · f6 чёрная пешка · h6 чёрный ферзь · a5 чёрная пешка · g5 чёрная пешка · a4 чёрная пешка · e4 белый слон · d3 белая ладья · h3 чёрная ладья · a1 чёрный конь · b1 белый ферзь · g1 чёрный слон | e8 белая ладья · e7 белый слон · f7 чёрный слон · g7 чёрная пешка · a6 белый король · e6 чёрный король · f6 чёрная пешка · h6 чёрный ферзь · a5 чёрная пешка · g5 чёрная пешка · a4 чёрная пешка · e4 белый слон · d3 белая ладья · h3 чёрная ладья · a1 чёрный конь · b1 белый ферзь · g1 чёрный слон | e8 белая ладья · e7 белый слон · f7 чёрный слон · g7 чёрная пешка · a6 белый король · e6 чёрный король · f6 чёрная пешка · h6 чёрный ферзь · a5 чёрная пешка · g5 чёрная пешка · a4 чёрная пешка · e4 белый слон · d3 белая ладья · h3 чёрная ладья · a1 чёрный конь · b1 белый ферзь · g1 чёрный слон | e8 белая ладья · e7 белый слон · f7 чёрный слон · g7 чёрная пешка · a6 белый король · e6 чёрный король · f6 чёрная пешка · h6 чёрный ферзь · a5 чёрная пешка · g5 чёрная пешка · a4 чёрная пешка · e4 белый слон · d3 белая ладья · h3 чёрная ладья · a1 чёрный конь · b1 белый ферзь · g1 чёрный слон | e8 белая ладья · e7 белый слон · f7 чёрный слон · g7 чёрная пешка · a6 белый король · e6 чёрный король · f6 чёрная пешка · h6 чёрный ферзь · a5 чёрная пешка · g5 чёрная пешка · a4 чёрная пешка · e4 белый слон · d3 белая ладья · h3 чёрная ладья · a1 чёрный конь · b1 белый ферзь · g1 чёрный слон | e8 белая ладья · e7 белый слон · f7 чёрный слон · g7 чёрная пешка · a6 белый король · e6 чёрный король · f6 чёрная пешка · h6 чёрный ферзь · a5 чёрная пешка · g5 чёрная пешка · a4 чёрная пешка · e4 белый слон · d3 белая ладья · h3 чёрная ладья · a1 чёрный конь · b1 белый ферзь · g1 чёрный слон | e8 белая ладья · e7 белый слон · f7 чёрный слон · g7 чёрная пешка · a6 белый король · e6 чёрный король · f6 чёрная пешка · h6 чёрный ферзь · a5 чёрная пешка · g5 чёрная пешка · a4 чёрная пешка · e4 белый слон · d3 белая ладья · h3 чёрная ладья · a1 чёрный конь · b1 белый ферзь · g1 чёрный слон | e8 белая ладья · e7 белый слон · f7 чёрный слон · g7 чёрная пешка · a6 белый король · e6 чёрный король · f6 чёрная пешка · h6 чёрный ферзь · a5 чёрная пешка · g5 чёрная пешка · a4 чёрная пешка · e4 белый слон · d3 белая ладья · h3 чёрная ладья · a1 чёрный конь · b1 белый ферзь · g1 чёрный слон | 2 |
| 1 | e8 белая ладья · e7 белый слон · f7 чёрный слон · g7 чёрная пешка · a6 белый король · e6 чёрный король · f6 чёрная пешка · h6 чёрный ферзь · a5 чёрная пешка · g5 чёрная пешка · a4 чёрная пешка · e4 белый слон · d3 белая ладья · h3 чёрная ладья · a1 чёрный конь · b1 белый ферзь · g1 чёрный слон | e8 белая ладья · e7 белый слон · f7 чёрный слон · g7 чёрная пешка · a6 белый король · e6 чёрный король · f6 чёрная пешка · h6 чёрный ферзь · a5 чёрная пешка · g5 чёрная пешка · a4 чёрная пешка · e4 белый слон · d3 белая ладья · h3 чёрная ладья · a1 чёрный конь · b1 белый ферзь · g1 чёрный слон | e8 белая ладья · e7 белый слон · f7 чёрный слон · g7 чёрная пешка · a6 белый король · e6 чёрный король · f6 чёрная пешка · h6 чёрный ферзь · a5 чёрная пешка · g5 чёрная пешка · a4 чёрная пешка · e4 белый слон · d3 белая ладья · h3 чёрная ладья · a1 чёрный конь · b1 белый ферзь · g1 чёрный слон | e8 белая ладья · e7 белый слон · f7 чёрный слон · g7 чёрная пешка · a6 белый король · e6 чёрный король · f6 чёрная пешка · h6 чёрный ферзь · a5 чёрная пешка · g5 чёрная пешка · a4 чёрная пешка · e4 белый слон · d3 белая ладья · h3 чёрная ладья · a1 чёрный конь · b1 белый ферзь · g1 чёрный слон | e8 белая ладья · e7 белый слон · f7 чёрный слон · g7 чёрная пешка · a6 белый король · e6 чёрный король · f6 чёрная пешка · h6 чёрный ферзь · a5 чёрная пешка · g5 чёрная пешка · a4 чёрная пешка · e4 белый слон · d3 белая ладья · h3 чёрная ладья · a1 чёрный конь · b1 белый ферзь · g1 чёрный слон | e8 белая ладья · e7 белый слон · f7 чёрный слон · g7 чёрная пешка · a6 белый король · e6 чёрный король · f6 чёрная пешка · h6 чёрный ферзь · a5 чёрная пешка · g5 чёрная пешка · a4 чёрная пешка · e4 белый слон · d3 белая ладья · h3 чёрная ладья · a1 чёрный конь · b1 белый ферзь · g1 чёрный слон | e8 белая ладья · e7 белый слон · f7 чёрный слон · g7 чёрная пешка · a6 белый король · e6 чёрный король · f6 чёрная пешка · h6 чёрный ферзь · a5 чёрная пешка · g5 чёрная пешка · a4 чёрная пешка · e4 белый слон · d3 белая ладья · h3 чёрная ладья · a1 чёрный конь · b1 белый ферзь · g1 чёрный слон | e8 белая ладья · e7 белый слон · f7 чёрный слон · g7 чёрная пешка · a6 белый король · e6 чёрный король · f6 чёрная пешка · h6 чёрный ферзь · a5 чёрная пешка · g5 чёрная пешка · a4 чёрная пешка · e4 белый слон · d3 белая ладья · h3 чёрная ладья · a1 чёрный конь · b1 белый ферзь · g1 чёрный слон | 1 |
|   | a | b | c | d | e | f | g | h |   |

1.Ле3! f5 2.Фb5 С:е8 3.Cd5# и
- 1. … Л:е3 2.Фb6+ Кре5 3.Cd6# — эхо-хамелеонные маты,
- 1. … С:е8 2.Cd5+ Кр:d5 3.Фе4#

Основной жанр современных чешских задач — трёхходовка; чешская двухходовка практически исчерпала свои возможности. Соблюдение эстетических норм чешской школы в многоходовке, которая мало разработана, требует высокой техники исполнения авторских замыслов. Стремление к экономии шахматного материала приводит к росту числа миниатюр в творчестве чехословацких авторов.
|   | a | b | c | d | e | f | g | h |   |
| - | --- | --- | --- | --- | --- | --- | --- | --- | - |
| 8 | b8 белый король · d8 белая ладья · d7 белый конь · c6 чёрный король · c5 белый конь · a2 белая пешка | b8 белый король · d8 белая ладья · d7 белый конь · c6 чёрный король · c5 белый конь · a2 белая пешка | b8 белый король · d8 белая ладья · d7 белый конь · c6 чёрный король · c5 белый конь · a2 белая пешка | b8 белый король · d8 белая ладья · d7 белый конь · c6 чёрный король · c5 белый конь · a2 белая пешка | b8 белый король · d8 белая ладья · d7 белый конь · c6 чёрный король · c5 белый конь · a2 белая пешка | b8 белый король · d8 белая ладья · d7 белый конь · c6 чёрный король · c5 белый конь · a2 белая пешка | b8 белый король · d8 белая ладья · d7 белый конь · c6 чёрный король · c5 белый конь · a2 белая пешка | b8 белый король · d8 белая ладья · d7 белый конь · c6 чёрный король · c5 белый конь · a2 белая пешка | 8 |
| 7 | b8 белый король · d8 белая ладья · d7 белый конь · c6 чёрный король · c5 белый конь · a2 белая пешка | b8 белый король · d8 белая ладья · d7 белый конь · c6 чёрный король · c5 белый конь · a2 белая пешка | b8 белый король · d8 белая ладья · d7 белый конь · c6 чёрный король · c5 белый конь · a2 белая пешка | b8 белый король · d8 белая ладья · d7 белый конь · c6 чёрный король · c5 белый конь · a2 белая пешка | b8 белый король · d8 белая ладья · d7 белый конь · c6 чёрный король · c5 белый конь · a2 белая пешка | b8 белый король · d8 белая ладья · d7 белый конь · c6 чёрный король · c5 белый конь · a2 белая пешка | b8 белый король · d8 белая ладья · d7 белый конь · c6 чёрный король · c5 белый конь · a2 белая пешка | b8 белый король · d8 белая ладья · d7 белый конь · c6 чёрный король · c5 белый конь · a2 белая пешка | 7 |
| 6 | b8 белый король · d8 белая ладья · d7 белый конь · c6 чёрный король · c5 белый конь · a2 белая пешка | b8 белый король · d8 белая ладья · d7 белый конь · c6 чёрный король · c5 белый конь · a2 белая пешка | b8 белый король · d8 белая ладья · d7 белый конь · c6 чёрный король · c5 белый конь · a2 белая пешка | b8 белый король · d8 белая ладья · d7 белый конь · c6 чёрный король · c5 белый конь · a2 белая пешка | b8 белый король · d8 белая ладья · d7 белый конь · c6 чёрный король · c5 белый конь · a2 белая пешка | b8 белый король · d8 белая ладья · d7 белый конь · c6 чёрный король · c5 белый конь · a2 белая пешка | b8 белый король · d8 белая ладья · d7 белый конь · c6 чёрный король · c5 белый конь · a2 белая пешка | b8 белый король · d8 белая ладья · d7 белый конь · c6 чёрный король · c5 белый конь · a2 белая пешка | 6 |
| 5 | b8 белый король · d8 белая ладья · d7 белый конь · c6 чёрный король · c5 белый конь · a2 белая пешка | b8 белый король · d8 белая ладья · d7 белый конь · c6 чёрный король · c5 белый конь · a2 белая пешка | b8 белый король · d8 белая ладья · d7 белый конь · c6 чёрный король · c5 белый конь · a2 белая пешка | b8 белый король · d8 белая ладья · d7 белый конь · c6 чёрный король · c5 белый конь · a2 белая пешка | b8 белый король · d8 белая ладья · d7 белый конь · c6 чёрный король · c5 белый конь · a2 белая пешка | b8 белый король · d8 белая ладья · d7 белый конь · c6 чёрный король · c5 белый конь · a2 белая пешка | b8 белый король · d8 белая ладья · d7 белый конь · c6 чёрный король · c5 белый конь · a2 белая пешка | b8 белый король · d8 белая ладья · d7 белый конь · c6 чёрный король · c5 белый конь · a2 белая пешка | 5 |
| 4 | b8 белый король · d8 белая ладья · d7 белый конь · c6 чёрный король · c5 белый конь · a2 белая пешка | b8 белый король · d8 белая ладья · d7 белый конь · c6 чёрный король · c5 белый конь · a2 белая пешка | b8 белый король · d8 белая ладья · d7 белый конь · c6 чёрный король · c5 белый конь · a2 белая пешка | b8 белый король · d8 белая ладья · d7 белый конь · c6 чёрный король · c5 белый конь · a2 белая пешка | b8 белый король · d8 белая ладья · d7 белый конь · c6 чёрный король · c5 белый конь · a2 белая пешка | b8 белый король · d8 белая ладья · d7 белый конь · c6 чёрный король · c5 белый конь · a2 белая пешка | b8 белый король · d8 белая ладья · d7 белый конь · c6 чёрный король · c5 белый конь · a2 белая пешка | b8 белый король · d8 белая ладья · d7 белый конь · c6 чёрный король · c5 белый конь · a2 белая пешка | 4 |
| 3 | b8 белый король · d8 белая ладья · d7 белый конь · c6 чёрный король · c5 белый конь · a2 белая пешка | b8 белый король · d8 белая ладья · d7 белый конь · c6 чёрный король · c5 белый конь · a2 белая пешка | b8 белый король · d8 белая ладья · d7 белый конь · c6 чёрный король · c5 белый конь · a2 белая пешка | b8 белый король · d8 белая ладья · d7 белый конь · c6 чёрный король · c5 белый конь · a2 белая пешка | b8 белый король · d8 белая ладья · d7 белый конь · c6 чёрный король · c5 белый конь · a2 белая пешка | b8 белый король · d8 белая ладья · d7 белый конь · c6 чёрный король · c5 белый конь · a2 белая пешка | b8 белый король · d8 белая ладья · d7 белый конь · c6 чёрный король · c5 белый конь · a2 белая пешка | b8 белый король · d8 белая ладья · d7 белый конь · c6 чёрный король · c5 белый конь · a2 белая пешка | 3 |
| 2 | b8 белый король · d8 белая ладья · d7 белый конь · c6 чёрный король · c5 белый конь · a2 белая пешка | b8 белый король · d8 белая ладья · d7 белый конь · c6 чёрный король · c5 белый конь · a2 белая пешка | b8 белый король · d8 белая ладья · d7 белый конь · c6 чёрный король · c5 белый конь · a2 белая пешка | b8 белый король · d8 белая ладья · d7 белый конь · c6 чёрный король · c5 белый конь · a2 белая пешка | b8 белый король · d8 белая ладья · d7 белый конь · c6 чёрный король · c5 белый конь · a2 белая пешка | b8 белый король · d8 белая ладья · d7 белый конь · c6 чёрный король · c5 белый конь · a2 белая пешка | b8 белый король · d8 белая ладья · d7 белый конь · c6 чёрный король · c5 белый конь · a2 белая пешка | b8 белый король · d8 белая ладья · d7 белый конь · c6 чёрный король · c5 белый конь · a2 белая пешка | 2 |
| 1 | b8 белый король · d8 белая ладья · d7 белый конь · c6 чёрный король · c5 белый конь · a2 белая пешка | b8 белый король · d8 белая ладья · d7 белый конь · c6 чёрный король · c5 белый конь · a2 белая пешка | b8 белый король · d8 белая ладья · d7 белый конь · c6 чёрный король · c5 белый конь · a2 белая пешка | b8 белый король · d8 белая ладья · d7 белый конь · c6 чёрный король · c5 белый конь · a2 белая пешка | b8 белый король · d8 белая ладья · d7 белый конь · c6 чёрный король · c5 белый конь · a2 белая пешка | b8 белый король · d8 белая ладья · d7 белый конь · c6 чёрный король · c5 белый конь · a2 белая пешка | b8 белый король · d8 белая ладья · d7 белый конь · c6 чёрный король · c5 белый конь · a2 белая пешка | b8 белый король · d8 белая ладья · d7 белый конь · c6 чёрный король · c5 белый конь · a2 белая пешка | 1 |
|   | a | b | c | d | e | f | g | h |   |

1.Кb6! Кр:с5 2.Крb7 Крb4 3.Лd3 Крс5 4.а3 Крb5 5.Лd5#,
- 1. … Кр:b6 2.Кb7 Крb5 3.Лd4 Крс6 4.а4 Крb6 5.Лd6# — эхо-хамелеонные маты на двух параллельных горизонталях;
- 1. … Крb5 2.Крb7 Крb4 3.Лd3 Крb5 4.Ка6 Кра5 5.Лd5#

|   | a | b | c | d | e | f | g | h |   |
| - | --- | --- | --- | --- | --- | --- | --- | --- | - |
| 8 | e8 чёрный конь · b6 белый слон · g6 белый король · c4 чёрная ладья · c2 белый слон · a1 чёрный король | e8 чёрный конь · b6 белый слон · g6 белый король · c4 чёрная ладья · c2 белый слон · a1 чёрный король | e8 чёрный конь · b6 белый слон · g6 белый король · c4 чёрная ладья · c2 белый слон · a1 чёрный король | e8 чёрный конь · b6 белый слон · g6 белый король · c4 чёрная ладья · c2 белый слон · a1 чёрный король | e8 чёрный конь · b6 белый слон · g6 белый король · c4 чёрная ладья · c2 белый слон · a1 чёрный король | e8 чёрный конь · b6 белый слон · g6 белый король · c4 чёрная ладья · c2 белый слон · a1 чёрный король | e8 чёрный конь · b6 белый слон · g6 белый король · c4 чёрная ладья · c2 белый слон · a1 чёрный король | e8 чёрный конь · b6 белый слон · g6 белый король · c4 чёрная ладья · c2 белый слон · a1 чёрный король | 8 |
| 7 | e8 чёрный конь · b6 белый слон · g6 белый король · c4 чёрная ладья · c2 белый слон · a1 чёрный король | e8 чёрный конь · b6 белый слон · g6 белый король · c4 чёрная ладья · c2 белый слон · a1 чёрный король | e8 чёрный конь · b6 белый слон · g6 белый король · c4 чёрная ладья · c2 белый слон · a1 чёрный король | e8 чёрный конь · b6 белый слон · g6 белый король · c4 чёрная ладья · c2 белый слон · a1 чёрный король | e8 чёрный конь · b6 белый слон · g6 белый король · c4 чёрная ладья · c2 белый слон · a1 чёрный король | e8 чёрный конь · b6 белый слон · g6 белый король · c4 чёрная ладья · c2 белый слон · a1 чёрный король | e8 чёрный конь · b6 белый слон · g6 белый король · c4 чёрная ладья · c2 белый слон · a1 чёрный король | e8 чёрный конь · b6 белый слон · g6 белый король · c4 чёрная ладья · c2 белый слон · a1 чёрный король | 7 |
| 6 | e8 чёрный конь · b6 белый слон · g6 белый король · c4 чёрная ладья · c2 белый слон · a1 чёрный король | e8 чёрный конь · b6 белый слон · g6 белый король · c4 чёрная ладья · c2 белый слон · a1 чёрный король | e8 чёрный конь · b6 белый слон · g6 белый король · c4 чёрная ладья · c2 белый слон · a1 чёрный король | e8 чёрный конь · b6 белый слон · g6 белый король · c4 чёрная ладья · c2 белый слон · a1 чёрный король | e8 чёрный конь · b6 белый слон · g6 белый король · c4 чёрная ладья · c2 белый слон · a1 чёрный король | e8 чёрный конь · b6 белый слон · g6 белый король · c4 чёрная ладья · c2 белый слон · a1 чёрный король | e8 чёрный конь · b6 белый слон · g6 белый король · c4 чёрная ладья · c2 белый слон · a1 чёрный король | e8 чёрный конь · b6 белый слон · g6 белый король · c4 чёрная ладья · c2 белый слон · a1 чёрный король | 6 |
| 5 | e8 чёрный конь · b6 белый слон · g6 белый король · c4 чёрная ладья · c2 белый слон · a1 чёрный король | e8 чёрный конь · b6 белый слон · g6 белый король · c4 чёрная ладья · c2 белый слон · a1 чёрный король | e8 чёрный конь · b6 белый слон · g6 белый король · c4 чёрная ладья · c2 белый слон · a1 чёрный король | e8 чёрный конь · b6 белый слон · g6 белый король · c4 чёрная ладья · c2 белый слон · a1 чёрный король | e8 чёрный конь · b6 белый слон · g6 белый король · c4 чёрная ладья · c2 белый слон · a1 чёрный король | e8 чёрный конь · b6 белый слон · g6 белый король · c4 чёрная ладья · c2 белый слон · a1 чёрный король | e8 чёрный конь · b6 белый слон · g6 белый король · c4 чёрная ладья · c2 белый слон · a1 чёрный король | e8 чёрный конь · b6 белый слон · g6 белый король · c4 чёрная ладья · c2 белый слон · a1 чёрный король | 5 |
| 4 | e8 чёрный конь · b6 белый слон · g6 белый король · c4 чёрная ладья · c2 белый слон · a1 чёрный король | e8 чёрный конь · b6 белый слон · g6 белый король · c4 чёрная ладья · c2 белый слон · a1 чёрный король | e8 чёрный конь · b6 белый слон · g6 белый король · c4 чёрная ладья · c2 белый слон · a1 чёрный король | e8 чёрный конь · b6 белый слон · g6 белый король · c4 чёрная ладья · c2 белый слон · a1 чёрный король | e8 чёрный конь · b6 белый слон · g6 белый король · c4 чёрная ладья · c2 белый слон · a1 чёрный король | e8 чёрный конь · b6 белый слон · g6 белый король · c4 чёрная ладья · c2 белый слон · a1 чёрный король | e8 чёрный конь · b6 белый слон · g6 белый король · c4 чёрная ладья · c2 белый слон · a1 чёрный король | e8 чёрный конь · b6 белый слон · g6 белый король · c4 чёрная ладья · c2 белый слон · a1 чёрный король | 4 |
| 3 | e8 чёрный конь · b6 белый слон · g6 белый король · c4 чёрная ладья · c2 белый слон · a1 чёрный король | e8 чёрный конь · b6 белый слон · g6 белый король · c4 чёрная ладья · c2 белый слон · a1 чёрный король | e8 чёрный конь · b6 белый слон · g6 белый король · c4 чёрная ладья · c2 белый слон · a1 чёрный король | e8 чёрный конь · b6 белый слон · g6 белый король · c4 чёрная ладья · c2 белый слон · a1 чёрный король | e8 чёрный конь · b6 белый слон · g6 белый король · c4 чёрная ладья · c2 белый слон · a1 чёрный король | e8 чёрный конь · b6 белый слон · g6 белый король · c4 чёрная ладья · c2 белый слон · a1 чёрный король | e8 чёрный конь · b6 белый слон · g6 белый король · c4 чёрная ладья · c2 белый слон · a1 чёрный король | e8 чёрный конь · b6 белый слон · g6 белый король · c4 чёрная ладья · c2 белый слон · a1 чёрный король | 3 |
| 2 | e8 чёрный конь · b6 белый слон · g6 белый король · c4 чёрная ладья · c2 белый слон · a1 чёрный король | e8 чёрный конь · b6 белый слон · g6 белый король · c4 чёрная ладья · c2 белый слон · a1 чёрный король | e8 чёрный конь · b6 белый слон · g6 белый король · c4 чёрная ладья · c2 белый слон · a1 чёрный король | e8 чёрный конь · b6 белый слон · g6 белый король · c4 чёрная ладья · c2 белый слон · a1 чёрный король | e8 чёрный конь · b6 белый слон · g6 белый король · c4 чёрная ладья · c2 белый слон · a1 чёрный король | e8 чёрный конь · b6 белый слон · g6 белый король · c4 чёрная ладья · c2 белый слон · a1 чёрный король | e8 чёрный конь · b6 белый слон · g6 белый король · c4 чёрная ладья · c2 белый слон · a1 чёрный король | e8 чёрный конь · b6 белый слон · g6 белый король · c4 чёрная ладья · c2 белый слон · a1 чёрный король | 2 |
| 1 | e8 чёрный конь · b6 белый слон · g6 белый король · c4 чёрная ладья · c2 белый слон · a1 чёрный король | e8 чёрный конь · b6 белый слон · g6 белый король · c4 чёрная ладья · c2 белый слон · a1 чёрный король | e8 чёрный конь · b6 белый слон · g6 белый король · c4 чёрная ладья · c2 белый слон · a1 чёрный король | e8 чёрный конь · b6 белый слон · g6 белый король · c4 чёрная ладья · c2 белый слон · a1 чёрный король | e8 чёрный конь · b6 белый слон · g6 белый король · c4 чёрная ладья · c2 белый слон · a1 чёрный король | e8 чёрный конь · b6 белый слон · g6 белый король · c4 чёрная ладья · c2 белый слон · a1 чёрный король | e8 чёрный конь · b6 белый слон · g6 белый король · c4 чёрная ладья · c2 белый слон · a1 чёрный король | e8 чёрный конь · b6 белый слон · g6 белый король · c4 чёрная ладья · c2 белый слон · a1 чёрный король | 1 |
|   | a | b | c | d | e | f | g | h |   |

1.Kpf7! Kd6+ 2.Кре6 Кb7 3.Се4! Л:е4 4.Kpd5 Лb4 5.Крс6 Kd6 6.Сс5 или 
- 4. … Ле7 5.Крс6 Кра2 6.Сс7 Кс5 7.Cd6 — ничья. Этюдная эхо-игра в стиле чешской школы.